# Campionato mondiale di Formula 1 2020

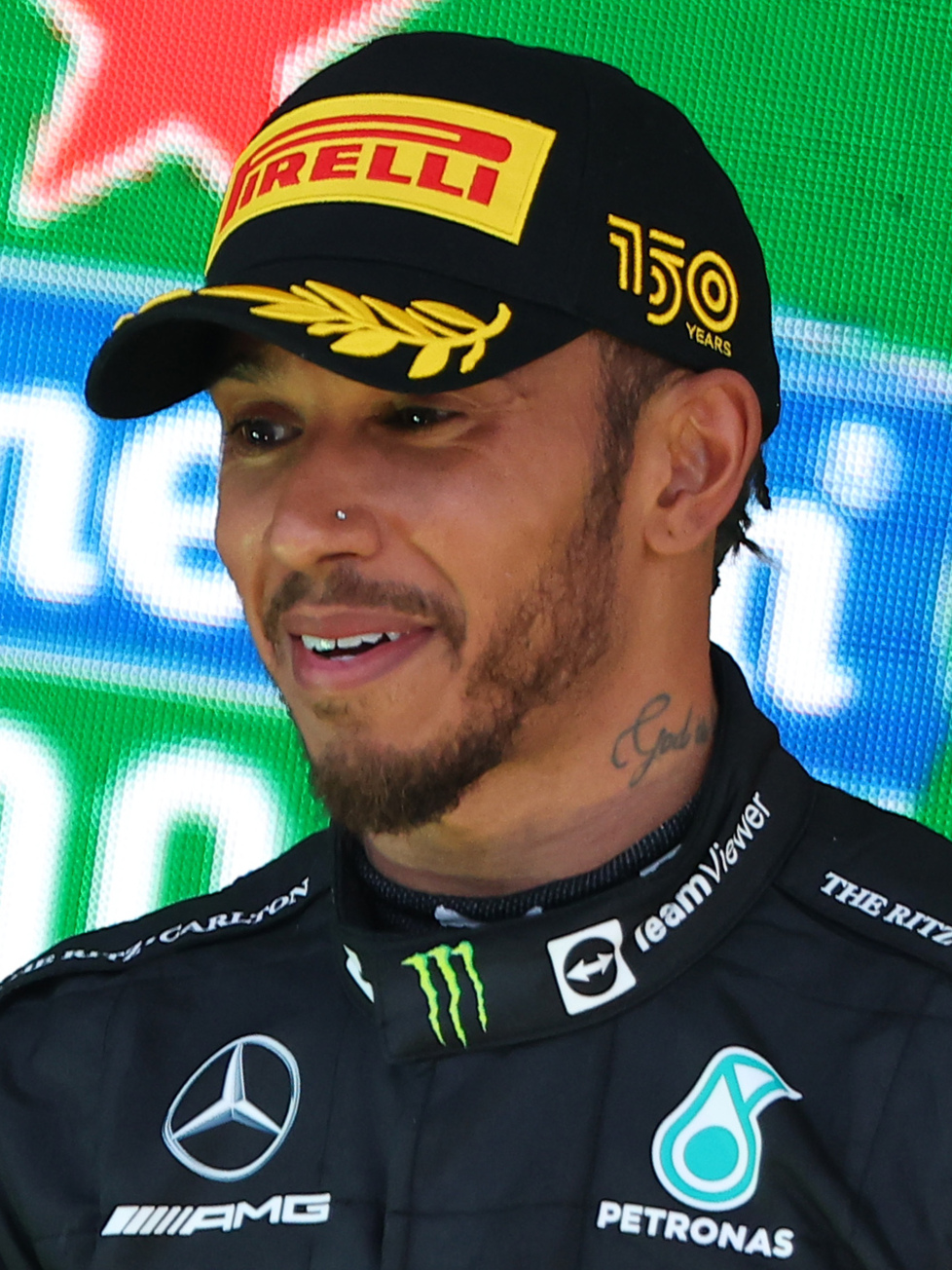
Lewis Hamilton si è aggiudicato il suo settimo titolo iridato, eguagliando così il numero di titoli detenuti da Michael Schumacher.

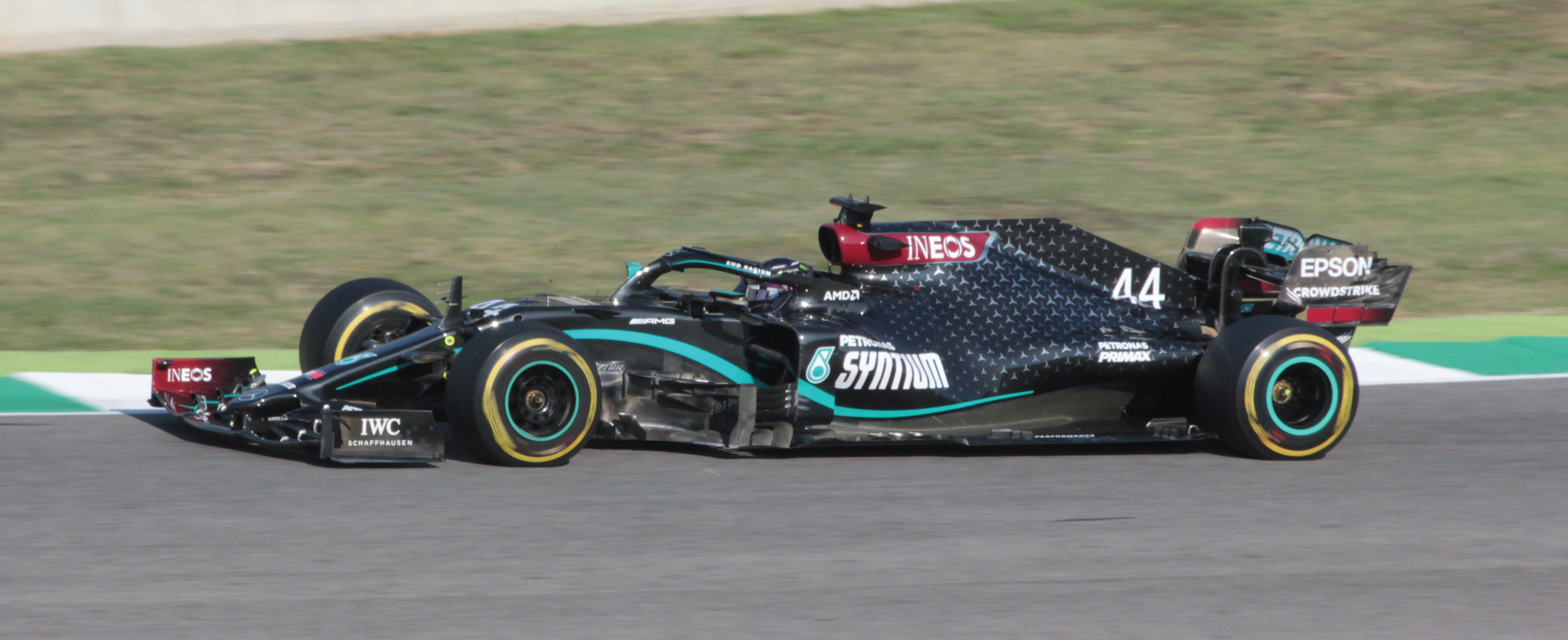
La Mercedes vince il suo settimo campionato mondiale costruttori consecutivo.

Il campionato mondiale di Formula 1 2020 organizzato dalla FIA è stato, nella storia della categoria, il 71º ad assegnare il campionato piloti e il 63º ad assegnare il campionato costruttori. È iniziato il 5 luglio e si è concluso il 13 dicembre, dopo diciassette gare, quattro in meno rispetto alla stagione precedente.
L'inizio del campionato, previsto per il 15 marzo col Gran Premio d'Australia, viene in un primo momento rinviato al weekend successivo col Gran Premio del Bahrein dopo che la Federazione decide di annullare la gara inaugurale della stagione a causa della pandemia di COVID-19, per poi decidere di farlo iniziare il 5 luglio col Gran Premio d'Austria, in quanto, nei mesi successivi, molti Gran Premi vengono annullati o posticipati.
Lewis Hamilton e la Mercedes si sono confermati ancora una volta campioni del mondo piloti e costruttori. Per il pilota britannico si è trattato del settimo titolo mondiale piloti, il quarto consecutivo, eguagliando il numero di titoli detenuti dall'ex pilota tedesco Michael Schumacher, mentre la scuderia tedesca ha conquistato il settimo titolo consecutivo del mondiale costruttori, battendo il primato detenuto dalla Ferrari del periodo 1999-2004 con sei.

## La prestagione

### Il calendario

Il logo utilizzato per celebrare il 70º anniversario della nascita del campionato mondiale di Formula 1.

Prima del Gran Premio del Belgio 2019 la Federazione Internazionale dell'Automobile ha comunicato una prima bozza del calendario per la stagione 2020. Vengono previste ventidue gare, con l'esclusione del Gran Premio di Germania, il ritorno del Gran Premio d'Olanda e i debutti del Gran Premio del Vietnam e del Gran Premio di Città del Messico. Tra settembre e ottobre 2019 sono stati trovati gli accordi definitivi per lo svolgimento dei Gran Premi d'Italia, di Città del Messico e di Spagna. Il calendario viene ufficializzato il 3 ottobre 2019.
Il 29 gennaio 2020 viene ufficializzato il nuovo orario di partenza del Gran Premio del Giappone, che prenderà il via con un'ora di anticipo rispetto agli anni precedenti. Questo diventa quindi il terzo evento ad avere un orario differente rispetto al 2019. Come precedentemente annunciato, il Gran Premio di Gran Bretagna è stato posticipato dalle 14:10 alle 15:10 e quello degli Stati Uniti dalle 13:10 alle 14:10 (orari locali).
Il 12 febbraio 2020 la FIA annulla il Gran Premio di Cina in programma per il 19 aprile, a causa della pandemia di COVID-19. Il Gran Premio viene posticipato a data da destinarsi.
Il 13 marzo 2020, a poche ore dall'inizio della prima sessione di prove libere della stagione, la FIA decide di annullare il Gran Premio d'Australia, in seguito alla decisione da parte della scuderia McLaren di non prendere parte al Gran Premio dopo che un loro componente è risultato positivo al SARS-CoV-2. Lo stesso giorno vengono ufficialmente rinviati a data da destinarsi i Gran Premi del Bahrein e del Vietnam.
Il 19 marzo 2020 vengono rinviati i Gran Premi d'Olanda e di Spagna, mentre quello di Monaco viene annullato. Per la prima volta dal 1954 il campionato mondiale di Formula 1 non fa tappa nel Principato. Il 23 marzo 2020 viene rinviato il Gran Premio d'Azerbaigian, previsto per il 7 giugno e il 7 aprile il Gran Premio del Canada. Il 27 aprile viene anche annullato il Gran Premio di Francia, seguito il 28 maggio da quello d'Olanda, inizialmente rinviato.
Il 2 giugno 2020 la Federazione annuncia il calendario delle prime otto gare della stagione, fino al Gran Premio d'Italia, previsto il 6 settembre. Vengono programmate due gare sul Red Bull Ring (la seconda assume la denominazione di Gran Premio di Stiria), e a Silverstone (la gara supplementare è denominata Gran Premio del 70º Anniversario). Inoltre vengono invertite le date del Gran Premio di Gran Bretagna e quello d'Ungheria, mentre il Gran Premio di Spagna, inizialmente posticipato, viene collocato il 16 agosto.
Il 12 giugno 2020 viene annullato il Gran Premio d'Azerbaigian, precedentemente posticipato, insieme a quello di Singapore e del Giappone. Era dal 1986 che la gara nel paese del Sol Levante non veniva compresa nel calendario iridato.
Il 10 luglio 2020 viene annunciato l'ingresso in calendario per la prima volta nel campionato mondiale del Gran Premio della Toscana, mentre il Gran Premio di Russia viene confermato nella sua data originaria.
Il 24 luglio 2020 viene annunciato l'ingresso in calendario per la prima volta nel campionato mondiale del Gran Premio dell'Eifel, del ritorno a distanza di 24 anni del Gran Premio del Portogallo e del debutto del Gran Premio dell'Emilia-Romagna. Il Gran Premio del Canada, precedentemente posticipato, insieme al Gran Premio degli Stati Uniti, al debutto del Gran Premio di Città del Messico e al Gran Premio del Brasile, vengono annullati.
Il 25 agosto 2020 viene confermato il calendario definitivo, che prevede 17 appuntamenti. A distanza di nove anni torna il Gran Premio di Turchia e vengono programmate due gare sul circuito di Manama (oltre alla conferma del Gran Premio del Bahrein, precedentemente posticipato, la seconda gara assume la denominazione di Gran Premio di Sakhir). La stagione si conclude con la conferma del Gran Premio di Abu Dhabi, anch'esso precedentemente posticipato. Il Gran Premio di Cina, che era stato rinviato nei mesi precedenti, viene definitivamente cancellato.
Il 16 ottobre 2020, dopo essere stato posticipato nei mesi precedenti, viene definitivamente cancellato l'esordio del Gran Premio del Vietnam.
| Gara | Nome ufficiale del Gran Premio                 | Circuito                             | Sede                  | Data         | Ora    | Ora   | Ora   | Diretta TV        |
| Gara | Nome ufficiale del Gran Premio                 | Circuito                             | Sede                  | Data         | Locale | UTC   | ITA   | Diretta TV        |
| ---- | ---------------------------------------------- | ------------------------------------ | --------------------- | ------------ | ------ | ----- | ----- | ----------------- |
| 1    | Rolex Großer Preis von Österreich              | Red Bull Ring                        | Spielberg             | 5 luglio     | 15:10  | 13:10 | 15:10 | Sky Sport F1      |
| 2    | Pirelli Großer Preis der Steiermark            | Red Bull Ring                        | Spielberg             | 12 luglio    | 15:10  | 13:10 | 15:10 | Sky Sport F1      |
| 3    | Aramco Magyar Nagydíj                          | Hungaroring                          | Mogyoród              | 19 luglio    | 15:10  | 13:10 | 15:10 | Sky Sport F1      |
| 4    | Pirelli British Grand Prix                     | Silverstone Circuit                  | Silverstone           | 2 agosto     | 14:10  | 13:10 | 15:10 | Sky Sport F1      |
| 5    | Emirates 70th Anniversary Grand Prix           | Silverstone Circuit                  | Silverstone           | 9 agosto     | 14:10  | 13:10 | 15:10 | Sky Sport F1      |
| 6    | Aramco Gran Premio de España                   | Circuit de Catalunya                 | Montmeló              | 16 agosto    | 15:10  | 13:10 | 15:10 | Sky Sport F1      |
| 7    | Rolex Belgian Grand Prix                       | Circuit de Spa-Francorchamps         | Stavelot              | 30 agosto    | 15:10  | 13:10 | 15:10 | Sky Sport F1      |
| 8    | Gran Premio Heineken d'Italia                  | Autodromo nazionale di Monza         | Monza                 | 6 settembre  | 15:10  | 13:10 | 15:10 | Sky Sport F1, TV8 |
| 9    | Pirelli Gran Premio della Toscana Ferrari 1000 | Autodromo internazionale del Mugello | Scarperia e San Piero | 13 settembre | 15:10  | 13:10 | 15:10 | Sky Sport F1, TV8 |
| 10   | VTB Russian Grand Prix                         | Sochi Autodrom                       | Soči                  | 27 settembre | 14:10  | 11:10 | 13:10 | Sky Sport F1      |
| 11   | Aramco Großer Preis der Eifel                  | Nürburgring                          | Nürburg               | 11 ottobre   | 14:10  | 11:10 | 14:10 | Sky Sport F1      |
| 12   | Heineken Grande Prémio de Portugal             | Autódromo Internacional do Algarve   | Portimão              | 25 ottobre   | 13:10  | 11:10 | 14:10 | Sky Sport F1      |
| 13   | Emirates Gran Premio dell'Emilia Romagna       | Autodromo Enzo e Dino Ferrari        | Imola                 | 1º novembre  | 13:10  | 11:10 | 13:10 | Sky Sport F1, TV8 |
| 14   | DHL Turkish Grand Prix                         | Circuito di Istanbul                 | Tuzla                 | 15 novembre  | 13:10  | 10:10 | 11:10 | Sky Sport F1      |
| 15   | Gulf Air Bahrain Grand Prix                    | Bahrain International Circuit        | Manama                | 29 novembre  | 17:10  | 14:10 | 15:10 | Sky Sport F1      |
| 16   | Rolex Sakhir Grand Prix                        | Bahrain International Circuit        | Manama                | 6 dicembre   | 20:10  | 17:10 | 18:10 | Sky Sport F1      |
| 17   | Etihad Airways Abu Dhabi Grand Prix            | Yas Marina Circuit                   | Abu Dhabi             | 13 dicembre  | 17:10  | 13:10 | 14:10 | Sky Sport F1, TV8 |

#### Gran Premi annullati

In verde sono segnati i paesi che nel 2020 ospitano un Gran Premio di Formula 1, con sedi del circuito segnate con un punto nero. In grigio scuro sono quelli che li hanno ospitati in passato con gli ex circuiti ospitanti contrassegnati con un punto bianco.

| Nome ufficiale del Gran Premio          | Circuito                       | Sede              |
| --------------------------------------- | ------------------------------ | ----------------- |
| Rolex Australian Grand Prix             | Albert Park Circuit            | Melbourne         |
| VinFast Vietnam Grand Prix              | Hanoi Street Circuit           | Hanoi             |
| Heineken Chinese Grand Prix             | Shanghai International Circuit | Shanghai          |
| Heineken Dutch Grand Prix               | Circuito di Zandvoort          | Zandvoort         |
| Grand Prix de Monaco                    | Circuit de Monaco              | Monaco            |
| Azerbaijan Grand Prix                   | Circuito di Baku               | Baku              |
| Grand Prix du Canada                    | Circuit Gilles Villeneuve      | Montréal          |
| Grand Prix de France                    | Circuit Paul Ricard            | Le Castellet      |
| Singapore Airlines Singapore Grand Prix | Singapore Street Circuit       | Singapore         |
| Pirelli Japanese Grand Prix             | Circuito di Suzuka             | Suzuka            |
| United States Grand Prix                | Circuito delle Americhe        | Austin            |
| Gran Premio de la Ciudad de México      | Autodromo Hermanos Rodríguez   | Città del Messico |
| Heineken Grande Prêmio do Brasil        | Autódromo José Carlos Pace     | San Paolo         |

### La presentazione delle vetture
| Costruttore                   | Telaio             | Data presentazione         | Luogo presentazione                           |
| ----------------------------- | ------------------ | -------------------------- | --------------------------------------------- |
| Haas F1 Team                  | VF-20              | 6 febbraio                 | Sito web                                      |
| Mercedes-AMG Petronas F1 Team | W11 EQ Performance | 10 febbraio (prima livrea) | Londra                                        |
| Mercedes-AMG Petronas F1 Team | W11 EQ Performance | 14 febbraio (vettura)      | Circuito di Silverstone                       |
| Mercedes-AMG Petronas F1 Team | W11 EQ Performance | 29 giugno (seconda livrea) | Sito web                                      |
| Scuderia Ferrari              | SF1000             | 11 febbraio                | Teatro municipale Romolo Valli, Reggio Emilia |
| Renault DP World F1 Team      | R.S.20             | 12 febbraio (vettura)      | Parigi                                        |
| Renault DP World F1 Team      | R.S.20             | 11 marzo (livrea)          | Circuito Albert Park                          |
| Aston Martin Red Bull Racing  | RB16               | 12 febbraio                | Circuito di Silverstone                       |
| McLaren F1 Team               | MCL35              | 13 febbraio                | McLaren Technology Centre, Woking             |
| Alfa Romeo Racing ORLEN       | C39                | 14 febbraio (vettura)      | Circuito di Fiorano                           |
| Alfa Romeo Racing ORLEN       | C39                | 19 febbraio (livrea)       | Circuito di Catalogna                         |
| Scuderia AlphaTauri Honda     | AT01               | 14 febbraio                | Salisburgo                                    |
| Williams Racing               | FW43               | 17 febbraio (prima livrea) | Sito web                                      |
| Williams Racing               | FW43               | 26 giugno (seconda livrea) | Sito web                                      |
| BWT Racing Point F1 Team      | RP20               | 17 febbraio                | Mondsee                                       |

### Test
La Federazione Internazionale dell'Automobile conferma le due sessioni di test pre-stagionali, previsti ora su soli tre giorni, anziché quattro, a causa dell'espansione del calendario, da disputarsi entrambe sul circuito di Catalogna, la prima dal 19 al 21 febbraio e la seconda dal 26 al 28 febbraio. I test interstagionali previsti sempre a Montmeló e in Bahrein vengono cancellati.

### Accordi e fornitori

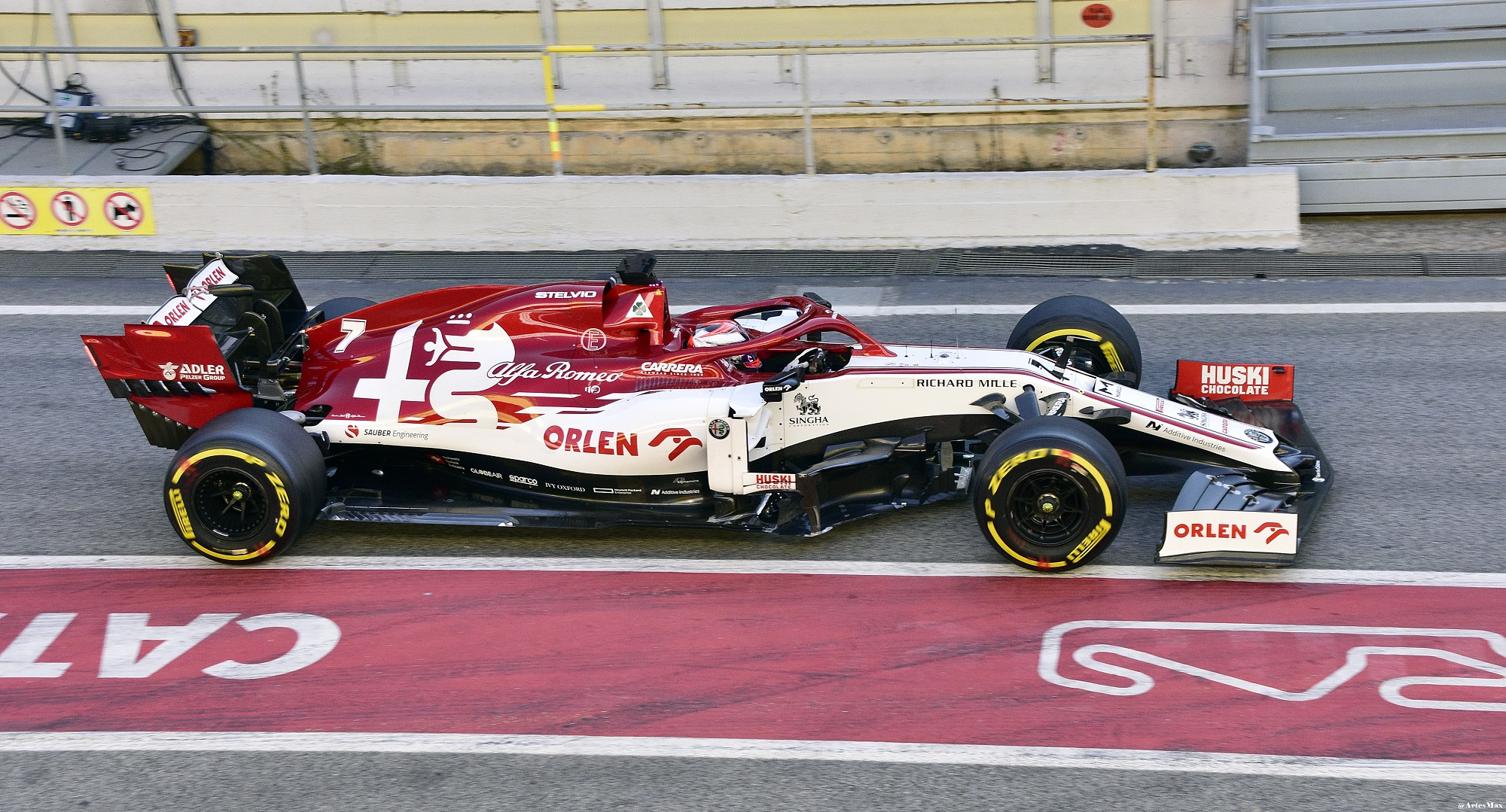
L'Alfa Romeo Racing accoglie il nuovo co-title sponsor ORLEN.

La ORLEN, azienda polacca operante nel settore del petrolio e della rivendita di carburanti, già presente nel circus durante la stagione 2019 come sponsor della Williams, lascia il team inglese per diventare co-title sponsor dell'Alfa Romeo Racing.
La BWT, azienda austriaca attiva nel campo dei sistemi di trattamento dell'acqua, diviene main sponsor della Racing Point, in sostituzione di SportPesa usato nella stagione precedente; i motori della scuderia rimangono ribattezzati BWT Mercedes, come nel 2019. DP World, società di logistica con sede a Dubai, diviene title sponsor della Renault.

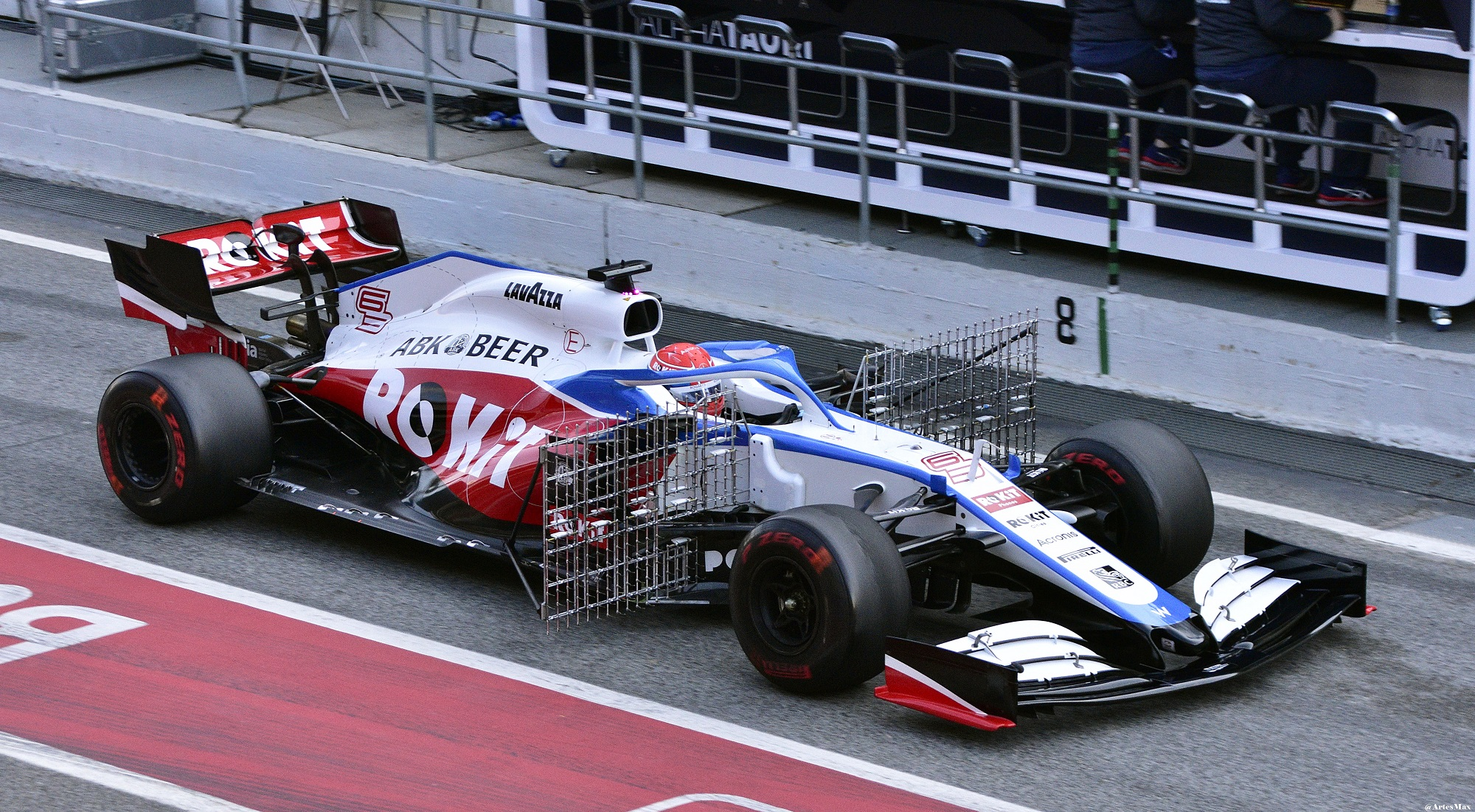
La livrea originaria della Williams FW43 usata nei test prestagionali, con il title sponsor ROKiT che poi abbandonerà a maggio il sostegno alla scuderia britannica.

Mission Winnow, main sponsor della Ferrari, viene oscurato nei singoli Gran Premi perché percepito dalle legislazioni locali come una forma di pubblicità indiretta al tabacco.
Rolex diviene title sponsor del Gran Premio d'Austria, del Gran Premio del Belgio e del nuovo Gran Premio di Sakhir, mentre la Pirelli sostiene il nuovo Gran Premio di Stiria, il Gran Premio di Gran Bretagna e il nuovo Gran Premio della Toscana.
Il 10 marzo 2020 Liberty Media annuncia di aver stretto un accordo di sponsorizzazione con Aramco, compagnia nazionale saudita di idrocarburi. L'azienda diviene anche title sponsor del Gran Premio d'Ungheria, del Gran Premio di Spagna e del nuovo Gran Premio dell'Eifel. Emirates sponsorizza il Gran Premio del 70º Anniversario e il nuovo Gran Premio dell'Emilia-Romagna, mentre Heineken sponsorizza il ritorno del Gran Premio del Portogallo e DHL il ritorno del Gran Premio di Turchia.
Il debutto del Gran Premio del Vietnam, prima del suo annullamento per via della pandemia di COVID-19, era stato supportato dal title sponsor VinFast, una casa automobilistica vietnamita fondata nel 2017. Prima dell'annullamento del Gran Premio d'Olanda e del Gran Premio del Giappone essi erano stati sponsorizzati rispettivamente da Heineken e dalla Pirelli.
Dopo una sola stagione, il 29 maggio 2020 la Williams scioglie il contratto che la legava al title sponsor ROKiT, a causa della pandemia di COVID-19 che posticipa l'inizio del campionato oltreché della scarsa competitività palesata dalla squadra britannica nel corso dei mesi precedenti.

## Scuderie e piloti

### Scuderie

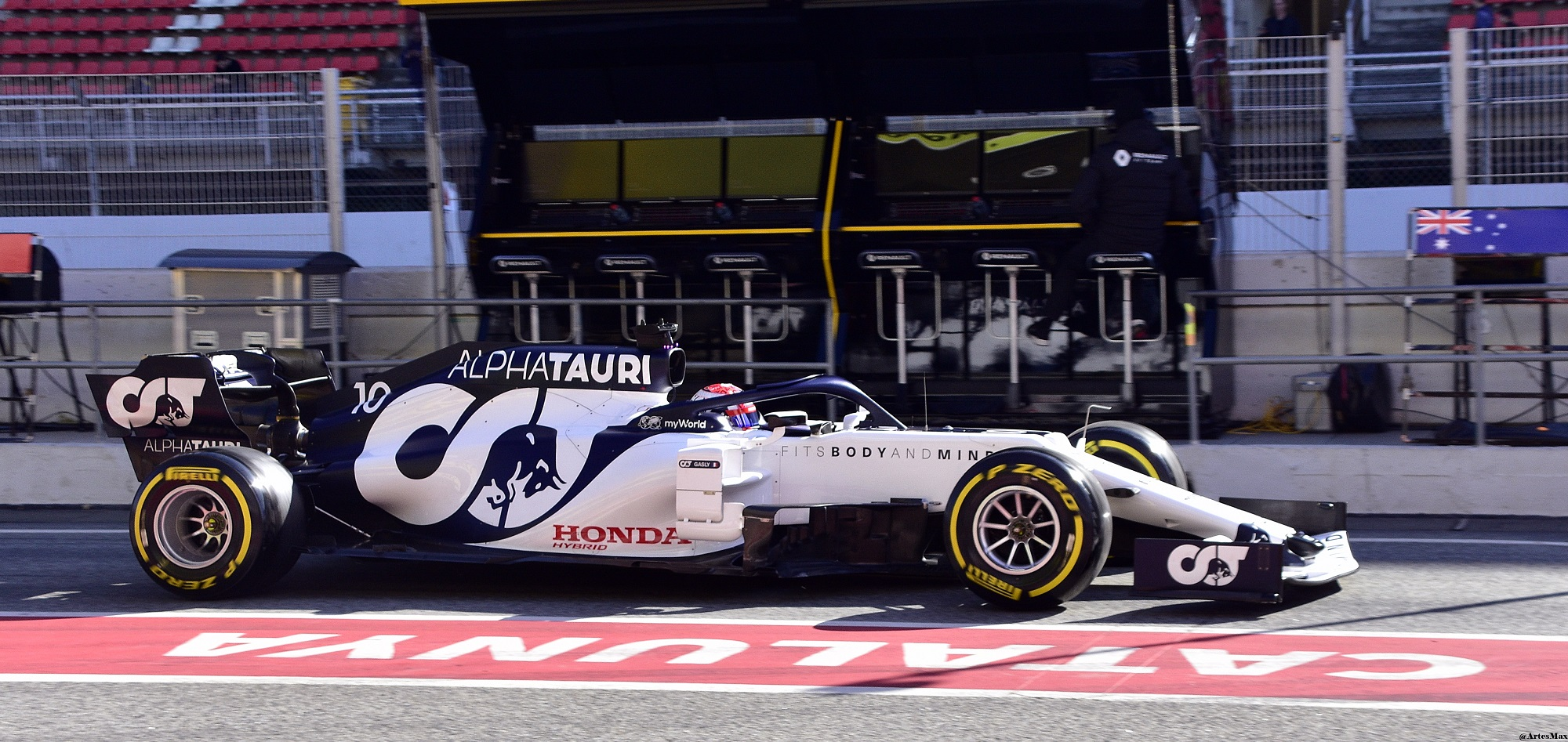
Dopo quattordici anni, la scuderia faentina Toro Rosso cambia denominazione in AlphaTauri.

L'ex Scuderia Toro Rosso cambia il suo nome in Scuderia AlphaTauri per promuovere l'omonimo marchio di moda creato nel 2016, come estensione dell'universo Red Bull, abbandonando così dopo quattordici anni la precedente denominazione: il nuovo nome deriva da Aldebaran, stella rossa della costellazione del Toro e rende omaggio alla società fondatrice.

### Piloti
La Williams promuove Nicholas Latifi, pilota di riserva, quale nuovo pilota titolare, assieme al confermato George Russell. Il canadese prende il posto di Robert Kubica. Il polacco diventa pilota di riserva all'Alfa Romeo Racing. Latifi sceglie come numero di gara il 6, utilizzato per l'ultima volta dal campione del mondo 2016 Nico Rosberg, in omaggio alla sua città natale Toronto. Alla scuderia inglese, invece, vengono nominati quali piloti di sviluppo il britannico Dan Ticktum e l'israeliano Roy Nissany. Successivamente, dopo aver lasciato la Renault, anche l'inglese Jack Aitken.
Rientra nel campionato il francese Esteban Ocon, che diventa pilota titolare alla Renault, in luogo di Nico Hülkenberg, dopo una stagione da pilota di riserva alla Mercedes e alla Racing Point. Ocon ha già disputato 50 Gran Premi di Formula 1, tra il 2016 e il 2018, con Manor e Force India.
Il brasiliano Sérgio Sette Câmara diventa pilota di riserva sia per la Red Bull Racing che per la Scuderia AlphaTauri. Il sudamericano è stato collaudatore della McLaren e ha corso per tre stagioni in Formula 2. Paul di Resta, Stoffel Vandoorne e Will Stevens diventano piloti di riserva per la McLaren. Il pilota estone di Formula 2 e membro del Red Bull Junior Team, Jüri Vips, diventa pilota di riserva sia per la Red Bull Racing che per la Scuderia AlphaTauri.
Il pilota messicano della Racing Point Sergio Pérez non prende parte al Gran Premio di Gran Bretagna e al Gran Premio del 70º Anniversario per via della sua positività al SARS-CoV-2. Viene sostituito in entrambe le gare dal pilota tedesco Nico Hülkenberg. Hülkenberg sostituisce anche l'altro pilota della Racing Point, il canadese Lance Stroll, in occasione della prima edizione del Gran Premio dell'Eifel, dove quest'ultimo è costretto a saltare il Gran Premio a causa di problemi di salute. Stroll risulta positivo al SARS-CoV-2 il lunedì successivo alla disputa della gara.
Il pilota francese della Haas, Romain Grosjean, non prende parte al Gran Premio di Sakhir a causa del grave incidente accadutogli durante le prime fasi del Gran Premio del Bahrein. Viene sostituito dal pilota di riserva della scuderia, il brasiliano Pietro Fittipaldi, che fa così il suo debutto nella massima categoria. Fittipaldi sceglie il numero 51, utilizzato per l'ultima volta da Geoff Lees nelle qualifiche del Gran Premio degli Stati Uniti d'America-Est 1980. Grosjean non prende parte neanche al Gran Premio di Abu Dhabi per ricevere ulteriori cure dopo l'incidente avvenuto in Bahrein e anche in questo caso viene sostituito da Fittipaldi.
Il britannico della Mercedes, Lewis Hamilton, è costretto a saltare il Gran Premio di Sakhir a causa della sua positività al SARS-CoV-2. Viene sostituito dal pilota titolare della Williams e suo connazionale, George Russell. Il posto di Russell viene preso dal pilota di riserva della scuderia britannica, Jack Aitken, che sceglie il numero 89, utilizzato per l'ultima volta da Al Herman nella 500 Miglia di Indianapolis 1959.

### Tabella riassuntiva
I piloti e le scuderie che affrontano la stagione 2020 di Formula 1 sono:
| Scuderia                      | Costruttore               | Telaio             | Power unit | Gomme | Nº | Piloti             | Sigla | GP          | Terzo pilota / pilota di riserva                                             |
| ----------------------------- | ------------------------- | ------------------ | ---------- | ----- | -- | ------------------ | ----- | ----------- | ---------------------------------------------------------------------------- |
| Mercedes-AMG Petronas F1 Team | Mercedes                  | W11 EQ Performance | Mercedes   | P     | 44 | Lewis Hamilton     | HAM   | 1-15, 17    | Stoffel Vandoorne Esteban Gutiérrez                                          |
| Mercedes-AMG Petronas F1 Team | Mercedes                  | W11 EQ Performance | Mercedes   | P     | 63 | George Russell     | RUS   | 16          | Stoffel Vandoorne Esteban Gutiérrez                                          |
| Mercedes-AMG Petronas F1 Team | Mercedes                  | W11 EQ Performance | Mercedes   | P     | 77 | Valtteri Bottas    | BOT   | Tutti       | Stoffel Vandoorne Esteban Gutiérrez                                          |
| Scuderia Ferrari              | Ferrari                   | SF1000             | Ferrari    | P     | 5  | Sebastian Vettel   | VET   | Tutti       | Antonio Giovinazzi Antonio Fuoco Davide Rigon Pascal Wehrlein                |
| Scuderia Ferrari              | Ferrari                   | SF1000             | Ferrari    | P     | 16 | Charles Leclerc    | LEC   | Tutti       | Antonio Giovinazzi Antonio Fuoco Davide Rigon Pascal Wehrlein                |
| Aston Martin Red Bull Racing  | Red Bull Racing-Honda     | RB16               | Honda      | P     | 33 | Max Verstappen     | VER   | Tutti       | Sébastien Buemi Sérgio Sette Câmara Jüri Vips                                |
| Aston Martin Red Bull Racing  | Red Bull Racing-Honda     | RB16               | Honda      | P     | 23 | Alexander Albon    | ALB   | Tutti       | Sébastien Buemi Sérgio Sette Câmara Jüri Vips                                |
| McLaren F1 Team               | McLaren-Renault           | MCL35              | Renault    | P     | 55 | Carlos Sainz Jr.   | SAI   | Tutti       | Oliver Turvey Paul di Resta Stoffel Vandoorne Esteban Gutiérrez Will Stevens |
| McLaren F1 Team               | McLaren-Renault           | MCL35              | Renault    | P     | 4  | Lando Norris       | NOR   | Tutti       | Oliver Turvey Paul di Resta Stoffel Vandoorne Esteban Gutiérrez Will Stevens |
| Renault DP World F1 Team      | Renault                   | R.S.20             | Renault    | P     | 3  | Daniel Ricciardo   | RIC   | Tutti       | Guanyu Zhou Sergej Sirotkin                                                  |
| Renault DP World F1 Team      | Renault                   | R.S.20             | Renault    | P     | 31 | Esteban Ocon       | OCO   | Tutti       | Guanyu Zhou Sergej Sirotkin                                                  |
| Scuderia AlphaTauri Honda     | AlphaTauri-Honda          | AT01               | Honda      | P     | 26 | Daniil Kvjat       | KVY   | Tutti       | Sérgio Sette Câmara Jüri Vips                                                |
| Scuderia AlphaTauri Honda     | AlphaTauri-Honda          | AT01               | Honda      | P     | 10 | Pierre Gasly       | GAS   | Tutti       | Sérgio Sette Câmara Jüri Vips                                                |
| BWT Racing Point F1 Team      | Racing Point-BWT Mercedes | RP20               | Mercedes   | P     | 11 | Sergio Pérez       | PER   | 1-3, 6-17   | Stoffel Vandoorne Esteban Gutiérrez                                          |
| BWT Racing Point F1 Team      | Racing Point-BWT Mercedes | RP20               | Mercedes   | P     | 27 | Nico Hülkenberg    | HUL   | 4-5, 11     | Stoffel Vandoorne Esteban Gutiérrez                                          |
| BWT Racing Point F1 Team      | Racing Point-BWT Mercedes | RP20               | Mercedes   | P     | 18 | Lance Stroll       | STR   | 1-10, 12-17 | Stoffel Vandoorne Esteban Gutiérrez                                          |
| Alfa Romeo Racing ORLEN       | Alfa Romeo Racing-Ferrari | C39                | Ferrari    | P     | 7  | Kimi Räikkönen     | RAI   | Tutti       | Robert Kubica Marcus Ericsson Tatiana Calderón Mick Schumacher               |
| Alfa Romeo Racing ORLEN       | Alfa Romeo Racing-Ferrari | C39                | Ferrari    | P     | 99 | Antonio Giovinazzi | GIO   | Tutti       | Robert Kubica Marcus Ericsson Tatiana Calderón Mick Schumacher               |
| Haas F1 Team                  | Haas-Ferrari              | VF-20              | Ferrari    | P     | 8  | Romain Grosjean    | GRO   | 1-15        | Louis Delétraz Callum Ilott Robert Švarcman Mick Schumacher                  |
| Haas F1 Team                  | Haas-Ferrari              | VF-20              | Ferrari    | P     | 51 | Pietro Fittipaldi  | FIT   | 16-17       | Louis Delétraz Callum Ilott Robert Švarcman Mick Schumacher                  |
| Haas F1 Team                  | Haas-Ferrari              | VF-20              | Ferrari    | P     | 20 | Kevin Magnussen    | MAG   | Tutti       | Louis Delétraz Callum Ilott Robert Švarcman Mick Schumacher                  |
| Williams Racing               | Williams-Mercedes         | FW43               | Mercedes   | P     | 63 | George Russell     | RUS   | 1-15, 17    | Jack Aitken Roy Nissany Jamie Chadwick Dan Ticktum                           |
| Williams Racing               | Williams-Mercedes         | FW43               | Mercedes   | P     | 89 | Jack Aitken        | AIT   | 16          | Jack Aitken Roy Nissany Jamie Chadwick Dan Ticktum                           |
| Williams Racing               | Williams-Mercedes         | FW43               | Mercedes   | P     | 6  | Nicholas Latifi    | LAT   | Tutti       | Jack Aitken Roy Nissany Jamie Chadwick Dan Ticktum                           |

## Circuiti e gare
Il calendario avrebbe dovuto segnare il debutto del Gran Premio del Vietnam, terza gara nel sud-est asiatico, dopo il Gran Premio della Malesia, non più presente nel calendario, e quello di Singapore, che si doveva svolgere su un tracciato cittadino, disegnato sulle strade della capitale Hanoi, il rientro del Gran Premio d'Olanda, la cui ultima edizione venne disputata nel 1985, con la gara che avrebbe dovuto svolgersi sul tradizionale e rinnovato circuito di Zandvoort, che ha ospitato tutte le edizioni titolate del Gran Premio, e il debutto del Gran Premio di Città del Messico, da disputarsi all'Autodromo Hermanos Rodríguez, sede in precedenza del Gran Premio del Messico. I Gran Premi vennero posticipati al 2021, a causa della pandemia di COVID-19. Successivamente il Gran Premio del Vietnam venne rimosso dal calendario 2021, per via dell'arresto del Presidente del Comitato del Popolo di Hanoi, che ricopriva un ruolo di primaria importanza riguardo all'organizzazione del Gran Premio.
Le novità della stagione riguardò comunque il Gran Premio della Toscana, che si disputò all'Autodromo internazionale del Mugello, per la prima volta, il Gran Premio dell'Eifel, che si tenne sul circuito del Nürburgring, il ritorno a distanza di 24 anni del Gran Premio del Portogallo, che venne corso sull'inedito Autódromo Internacional do Algarve, il Gran Premio dell'Emilia-Romagna, da tenersi all'Autodromo Enzo e Dino Ferrari, e anche del ritorno a distanza di nove anni del Gran Premio di Turchia, che si corse sul circuito di Istanbul.
Per sopperire alla riduzione del numero di gare, dovuta alla pandemia, tre Gran Premi furono ripetuti sugli stessi circuiti, cambiando però denominazione rispetto alla gara già inserita nel calendario: il Gran Premio di Stiria (dal nome del land austriaco ove ha sede la pista), che fu corso al Red Bull Ring nel weekend successivo al già previsto Gran Premio d'Austria, il Gran Premio del 70º Anniversario, che si svolse sul circuito di Silverstone nel weekend successivo al Gran Premio di Gran Bretagna, con il nome attribuito in onore dell'anniversario festeggiato dal campionato mondiale, che svolse la sua prima gara proprio sul circuito britannico, e il Gran Premio di Sakhir, che si tenne sul circuito di Manama, la settimana successiva al Gran Premio del Bahrein, con la denominazione attribuita alla località dove ha sede il tracciato. Questo Gran Premio venne corso su una diversa configurazione del circuito di Manama, chiamata Outer Circuit, caratterizzata da 11 curve e una lunghezza di 3 543 metri.
Per la prima volta tre circuiti ospitarono più gare, aventi valore come prove del campionato mondiale di Formula 1, nella stessa stagione. L'ultimo tracciato ad ospitare più gare con vetture di Formula 1, nello stesso anno, fu il circuito di Brands Hatch, che ospitò, nel 1982, due prove del campionato britannico di Formula 1, oltre che il Gran Premio di Gran Bretagna, prova valida per il campionato mondiale.

## Direzione di gara
- Direttore di gara:  Michael Masi.
- Safety car: vettura  Mercedes-AMG GT R - pilota  Bernd Mayländer - copilota  Richard Darker.
- Medical car: vettura  Mercedes-AMG C 63 S Station Wagon - pilota  Alan van der Merwe.

## Modifiche al regolamento

### Regolamento tecnico
Le scuderie sono autorizzate a utilizzare una MGU-K in più per ciascuna vettura rispetto al 2019, per compensare il più alto numero di gare previste durante la stagione. Al fine di ridurre il rischio di forature, gli alettoni anteriori, nella parte terminale di 50 mm, non potranno contenere parti metalliche. Le condotte dei freni non potranno più essere disegnate da strutture esterne alle scuderie.
La quantità di carburante esterna rispetto al serbatoio viene ridotto da 1 litro a 250 ml, mentre il consumo d'olio massimo consentito diminuisce da 600 a 300 grammi per 100 km; inoltre, vengono ridotti gli aiuti alla guida alla partenza per il pilota.
A partire dal Gran Premio d'Italia è vietata la possibilità di modificare la potenza delle power unit durante le qualifiche e la gara. Limitando l'utilizzo delle varie mappature durante il weekend, la Federazione è adesso in grado di controllare meglio la regolarità delle diverse power unit, in ogni momento del loro funzionamento. È invece consentita, sempre da questa gara, la "modalità sorpasso", ovvero una modalità di utilizzo della power unit che viene utilizzata in gara durante un sorpasso o quando è richiesto un supplemento di potenza.

### Regolamento sportivo
I piloti che partecipano alle sessioni di prove libere, senza essere piloti titolari, possono accumulare punti per l'ottenimento della superlicenza FIA, in ragione di un punto per ogni 100 km percorsi, a condizione che non commettano infrazioni alla guida. Il limite massimo di punti che possono essere raccolti in una singola stagione è di 10.
Sempre a causa dell'espansione del calendario, i test pre-stagionali sul circuito di Catalogna sono previsti ora su soli tre giorni anziché quattro. I test interstagionali previsti a Montmeló e in Bahrein vengono cancellati. Il coprifuoco notturno per il lavoro dei meccanici viene esteso da otto a nove ore.
Le regole relative alla partenza anticipata e al ritardo dal sollevamento della monoposto dai cavalletti sono rese meno rigide, in quanto viene data maggiore elasticità ai commissari nel comminare le ammende.

### Gomme
Le gomme utilizzate sono le stesse della precedente stagione.
| Nome mescola              | Colore | Colore | Battistrada | Condizioni               | Aderenza | Durata | Compound |
| ------------------------- | ------ | ------ | ----------- | ------------------------ | -------- | ------ | -------- |
| Morbide (Soft)            | Rosso  |        | Liscio      | Da asciutto              | Alta     | Bassa  | C5-C4-C3 |
| Medie (Medium)            | Giallo |        | Liscio      | Da asciutto              | Media    | Media  | C4-C3-C2 |
| Dure (Hard)               | Bianco |        | Liscio      | Da asciutto              | Bassa    | Alta   | C3-C2-C1 |
| Intermedie (Intermediate) | Verde  |        | Scanalato   | Da bagnato lieve o medio | N.D.     | N.D.   | N.D.     |
| Da bagnato (Wet)          | Blu    |        | Scanalato   | Da bagnato cospicuo      | N.D.     | N.D.   | N.D.     |

## Riassunto della stagione

### Gran Premio d'Austria
Al via Valtteri Bottas permane al comando, mentre Max Verstappen deve difendersi da Lando Norris e da Alexander Albon. Seguono poi Lewis Hamilton, Sergio Pérez, Charles Leclerc, Carlos Sainz Jr. e Lance Stroll. Nel corso del terzo giro Albon passa Norris, che viene superato, poco dopo, anche da Hamilton.
Hamilton, all'ottavo giro, supera anche Albon, e si pone alle spalle di Verstappen. L'olandese è costretto presto al ritiro: al decimo giro la sua Red Bull Racing sconta problemi al cambio. Verstappen va ai box, cambia il volante e le gomme, ma non riesce a ripartire. Lewis Hamilton scala al secondo posto, staccato di 7 secondi dal compagno di scuderia Bottas.
Al quindicesimo giro Lance Stroll comunica di avere dei problemi di potenza alla power unit, che lo costringeranno a cedere diverse posizioni, nei giri seguenti. Due giri dopo anche sulla Renault di Daniel Ricciardo si presentano delle noie tecniche: l'australiano, che era in zona punti, è costretto all'abbandono. Anche Stroll si ritira, al giro 20. Nello stesso passaggio Romain Grosjean è autore di un'uscita di pista, dopo un testacoda, ma il francese è capace di guadagnare i box e cambiare gli pneumatici.
Al venticinquesimo giro Esteban Ocon attacca Kevin Magnussen alla seconda curva; il danese sconta un problema ai freni, va lungo nella via di fuga, e deve abbandonare la gara. La direzione di gara invia in pista la safety car. Rientrano ai box quasi tutti i piloti rimasti in gara, per montare gomme dure, tranne Pérez che opta per le medie. Dopo cinque giri riprende il gran premio: Valtteri Bottas mantiene la vetta, mentre alle sue spalle rimane Lewis Hamilton. Vi sono poi Albon, Norris, Pérez, Leclerc, Sainz Jr., Vettel, Gasly e Kvjat. Sainz Jr. cerca l'attacco a Leclerc, ma senza successo; Vettel tenta di approfittarne, ma, per evitare il contatto con la vettura dello spagnolo, blocca gli pneumatici e si gira, cedendo così diverse posizioni.
Nei giri successivi si accende la lotta tra le due Mercedes, con Bottas e Hamilton che si alternano nel segnare diversi giri veloci, nonostante il muretto della scuderia anglo-tedesca esprima preoccupazione per la condizione di entrambe le vetture ed inviti i piloti ad evitare i cordoli. Al trentatreesimo giro Sergio Pérez passa Norris.
Al cinquantesimo giro si ritirano sia Romain Grosjean (dopo un'uscita di pista) che George Russell (per problemi al motore). La safety car è nuovamente rimandata in pista, al fine di consentire ai commissari di recuperare la vettura di Russell. Effettuano la sosta, tra i primi, Alexander Albon, Lando Norris e Charles Leclerc. Albon monta gomme morbide, mentre Norris e Leclerc scelgono le medie. Il giro seguente si ferma anche Sainz Jr., per montare mescole medie.
La gara riprende sempre col duo della Mercedes Bottas-Hamilton al comando, seguiti da Albon, Pérez, Norris, Leclerc e Gasly. Alla ripartenza Albon attacca Pérez, mentre si sfila la gomma anteriore destra sull'Alfa Romeo Racing di Kimi Räikkönen: lo pneumatico termina, senza conseguenze, in una via di fuga. La vettura di sicurezza viene ancora fatta rientrare sul tracciato. I piloti, per evitare i detriti lasciati dalla vettura del finlandese, passano all'interno della corsia dei box. In regime di safety car Pérez cede la posizione ad Albon, perché il messicano aveva sopravanzato il pilota della Red Bull dopo l'esposizione del cartello che indicava il rientro della vettura di sicurezza.
Quando il gran premio riprende nella sua valenza sportiva Alexander Albon attacca Lewis Hamilton, ma le due monoposto vanno a contatto, col primo dei due che finisce fuori pista cedendo diverse posizioni, ma può proseguire la gara. Bottas comanda con oltre un secondo di margine su Hamilton, mentre Sergio Pérez è staccato di 2"8, poi Lando Norris a 3"2 e Charles Leclerc a 4". Il monegasco passa Norris al giro 63 e, due giri dopo, anche Pérez.
La direzione di gara penalizza Hamilton di 5 secondi, giudicandolo responsabile del contatto con Albon, il quale, nel frattempo, è definitivamente costretto a fermarsi per via di un problema elettrico. Anche Sergio Pérez subisce la stessa penalità, per aver superato il limite di velocità nella corsia dei box. Il pilota della Racing Point è in crisi con le gomme, avendo effettuato un solo pit stop, tanto da venir passato da Norris al sessantanovesimo passaggio. Al giro 70 cede la gomma posteriore sinistra sull'AlphaTauri di Daniil Kvjat, che esce di pista.
Valtteri Bottas vince per l'ottava volta in carriera, davanti a Lewis Hamilton che, a causa della penalità, scala quarto. Salgono così sul podio Charles Leclerc e Lando Norris. Per Norris è il primo podio della carriera; il britannico coglie, proprio nell'ultimo giro, il suo primo giro veloce.

### Gran Premio di Stiria
Il poleman Lewis Hamilton mantiene, al via, il comando della gara, mentre alle sue spalle Carlos Sainz Jr. riesce a sopravanzare Max Verstappen per il secondo posto, anche se l'olandese presto si riprende la posizione. Alla terza curva c'è un contatto fra le Ferrari, con Charles Leclerc che tampona Sebastian Vettel. Il tedesco si ritira subito, con l'alettone posteriore completamente distrutto, mentre il monegasco passa ai box per cambiare il musetto, ma già al quarto giro abbandonerà anche lui la gara col fondo piatto della vettura troppo danneggiato. La direzione di gara decide per l'invio in pista della safety car per consentire ai commissari di pulire il tracciato dai detriti lasciati dalle due vetture di Maranello.
La gara riprende dopo un giro, con Hamilton al comando, davanti a Verstappen, Sainz Jr., Valtteri Bottas, Alexander Albon, Esteban Ocon e Daniel Ricciardo. Al quarto giro George Russell esce di pista, può proseguire, ma diventa ultimo. Due giri dopo Bottas passa Sainz Jr. per il terzo posto. Lo spagnolo della McLaren cede, poco dopo, anche ad Albon. Nelle retrovie si fa largo Sergio Pérez che passa prima Lando Norris e poi Pierre Gasly, cogliendo l'ottavo posto. Il francese della Scuderia AlphaTauri è superato, al ventesimo giro, anche da Norris.
Al ventiquattresimo giro Max Verstappen anticipa la sua sosta, ripartendo con gomme medie. Ora è terzo, sempre davanti all'altro pilota della Red Bull Racing, Albon. Un giro dopo termina la gara per Esteban Ocon, che è costretto al ritiro. Lewis Hamilton attende il ventisettesimo giro per la sua fermata ai box. Rientra in gara comodamente davanti a Verstappen. Subito il britannico fa segnare il miglior giro, risultando di sette decimi più rapido di Bottas, che resta in pista. Carlos Sainz Jr. si ferma al trentatreesimo passaggio, ma la sosta è lenta per un errore dei meccanici. Anche Lance Stroll si ferma per il cambio gomme, nello stesso giro. Bottas si ferma poco dopo, rientrando in gara terzo, alle spalle di Hamilton e Verstappen. Alle sue spalle ci sono Alexander Albon e Daniel Ricciardo. Quando l'anglo-thailandese si ferma, rientra in pista alle spalle dell'australiano della Renault.
Si accende una lotta, al limite della zona dei punti, tra Lance Stroll e le Alfa Romeo Racing, che non hanno effettuato ancora il pit stop. Stroll passa prima Kimi Räikkönen e poi Antonio Giovinazzi, scalando così ottavo. Il giro dopo il finlandese è passato anche da Carlos Sainz Jr.. Nello stesso giro c'è la sosta di Ricciardo, che riparte settimo. L'australiano, dopo le soste al quarantesimo giro per Pérez e Norris, ritorna ancora quinto. Seguono poi le due Racing Point di Lance Stroll e Sergio Pérez, e Carlos Sainz Jr.. Kimi Räikkönen, nono, non ha effettuato ancora il pit stop.
Al quarantaseiesimo passaggio Pérez passa Stroll. Ancora tre giri, e il messicano passa anche Ricciardo, dopo una serie di giri veloci. Il ritmo del pilota della Racing Point è tale da permettergli di avvicinarsi ad Albon, quarto. Nello stesso periodo di gara anche Bottas è capace di ridurre la distanza da Verstappen. Entrambi i piloti scontano però dei problemi di stabilità. Sainz Jr. cede la posizione al compagno di scuderia, Norris. Il britannico segna il giro veloce, al cinquantaseiesimo passaggio, avvicinandosi al duo Stroll-Ricciardo. La rincorsa di Bottas sembra compiersi al giro successivo, ma Verstappen è capace di risuperare il finlandese, con un passaggio all'esterno della curva 5. La resistenza dell'olandese della Red Bull termina però il giro seguente, quando Bottas chiude il sorpasso in maniera netta.
Carlos Sainz Jr. effettua ancora una sosta, per montare gomme nuove e tentare di ottenere il miglior giro, colto nello stesso giro dal leader di gara, Lewis Hamilton. La stessa strategia dello spagnolo della McLaren è tentata anche da Verstappen, che però rientra fra dei doppiati e non riesce ad abbassare il limite in gara, come invece riesce a Sainz Jr. (1'05"619).
Negli ultimi giri Norris rinviene su Stroll e Ricciardo, iniziando una dura battaglia per la sesta posizione. Sergio Pérez attacca Albon, per il quarto posto, ma rompe l'alettone anteriore, rallentando vistosamente. Nel penultimo giro Lance Stroll supera Ricciardo, consentendo a Norris di attaccare entrambi i piloti: il britannico ha la meglio sulla Renault, mentre non riesce a superare anche Stroll. Solo nell'ultimo giro il pilota della McLaren passa Stroll, tra la terza e quarta curva.
Lewis Hamilton ottiene la sua prima vittoria stagionale, davanti a Valtteri Bottas e Max Verstappen.

### Gran Premio d'Ungheria
Lewis Hamilton mantiene agevolmente il comando, anche a causa della cattiva partenza di Valtteri Bottas, che viene passato da diversi piloti. Lance Stroll è invece autore di un'ottima partenza da portarlo al secondo posto, alle spalle di Max Verstappen. Dietro al pilota della Red Bull ci sono le due Ferrari, poi Bottas, Sergio Pérez, Carlos Sainz Jr. e Daniel Ricciardo.
La scelta di passare alle gomme da asciutto viene seguita subito da tutti i piloti. Al secondo giro passano ai box sia Leclerc, che monta gomme soft, che Bottas, che sceglie le medie. Il giro dopo è il turno di Hamilton, poi Lance Stroll e Sebastian Vettel, seguiti da Pérez, Albon e Sainz Jr.: tutti scelgono le gomme medie. Max Verstappen attende il quarto giro, così come le due Renault. La Williams rimanda in gara Nicholas Latifi al sopraggiungere di Sainz Jr.: i due si toccano, col canadese che dechappa una gomma. Scelta opposta della Ferrari che fa attendere qualche secondo a Vettel, per evitare dei contatti, facendo perdere alcune posizioni al tedesco.
Al termine di questi cambi gomme la classifica vede al comando Lewis Hamilton, con 7"8 su Verstappen, 10"5 su Kevin Magnussen, 14"6 su Romain Grosjean. Seguono, poi, Stroll, Leclerc, Bottas, Vettel, Albon, Pérez e Ricciardo. Al settimo giro Valtteri Bottas attacca Charles Leclerc, che però con un'ottima manovra difensiva mantiene la posizione. Due giri dopo, però, il monegasco deve cedere la posizione. Il finlandese della Mercedes prosegue la sua rimonta, superando, al dodicesimo giro, Grosjean. Nello stesso passaggio un errore di guida di Vettel consente ad Alexander Albon di recuperare una posizione. Leclerc, già in crisi con le gomme soft, viene messo sotto pressione da Albon, e ciò consente a Vettel di avvicinarsi a quest'ultimi due. Le scuderie mettono i piloti sull'avviso che la pioggia potrà tornare sul tracciato.
Lance Stroll passa Magnussen al sedicesimo giro, ed è terzo. Il danese deve cedere ancora una posizione, al giro successivo, a Bottas. Leclerc non tiene più Alexander Albon, e lascia spazio anche al compagno di team Vettel. Il monegasco si ferma ai box al ventinovesimo giro, per montare gomme dure, e cercare di completare la gara senza altre soste.
Al trentesimo giro Albon passa anche Grosjean, per la sesta piazza. Sebastian Vettel passa ai box, per montare gomme dure, con la stessa strategia seguita dal compagno di team. Lewis Hamilton conduce il Gran Premio con un margine di 14"8 su Verstappen, 31"9 su Lance Stroll, 33"6 su Valtteri Bottas, 57"4 su Kevin Magnussen. Completano la zona punti poi Albon, Grosjean, Pérez, Ricciardo e Sainz Jr..
Bottas effettua la sua seconda sosta ai box al trentatreesimo giro, montando gomma media. Due giri dopo si ferma anche Alexander Albon, che monta gomme dure. Nei giri successivi si fermano tutti i piloti delle prime posizioni. Hamilton monta gomme di mescola media, mentre Verstappen sceglie le dure. Al quarantacinquesimo giro la gara vede in testa Hamilton, che ha un ampio margine (21"2) su Max Verstappen, ma l'olandese vede avvicinarsi Bottas. Mantiene la quarta posizione Lance Stroll seguito, a distanza, da Vettel, poi Albon, che ha Sergio Pérez subito dietro. Nella zona punti troviamo quindi Ricciardo, Magnussen e Leclerc.
Bottas effettua il terzo pit stop al quarantanovesimo giro: il finnico monta un set di gomme dure. Tre giri dopo si ferma nuovamente Stroll, che rientra in pista comunque davanti a Vettel. Leclerc, penalizzato da gomme usurate, esce dalla zona punti al sessantaquattresimo giro, passato da Carlos Sainz Jr., dopo un bel duello. Il giro dopo Lewis Hamilton passa ai box, per montare un set di gomme fresche, e cercare di cogliere il giro veloce, che assegna un punto supplementare. Il britannico è però penalizzato, per alcuni giri, da dei doppiaggi.
Al sessantaseiesimo passaggio Vettel non chiude perfettamente la curva 2, consentendo così ad Alexander Albon di prendergli la posizione. Negli ultimi giri Bottas cerca invano di avvicinarsi a Verstappen, mentre Hamilton abbassa ancora il limite di pista, con il giro veloce della gara, portandolo a 1'16"627.
Lewis Hamilton conquista la sua ottantaseiesima vittoria nel mondiale di Formula 1. È l'ottava vittoria del britannico nel Gran Premio d'Ungheria, che eguaglia così il record di vittorie in un singolo Gran Premio, posseduto da Michael Schumacher nel Gran Premio di Francia. Completano il podio Max Verstappen e Valtteri Bottas.

### Gran Premio di Gran Bretagna
Al via Lewis Hamilton resiste all'attacco del suo compagno di scuderia Valtteri Bottas; alle spalle del duo della Mercedes ci sono Max Verstappen, che mantiene la posizione su Charles Leclerc, Carlos Sainz Jr., Daniel Ricciardo, Lando Norris, Lance Stroll ed Esteban Ocon. Nel corso del primo giro Alexander Albon entra in contatto con Kevin Magnussen, che esce di pista, toccando pesantemente le barriere. La direzione di gara invia in pista la safety car, che rientra ai box solo al termine del quinto giro.
Alla ripartenza la classifica resta immutata, per diversi giri, con Bottas che resta abbastanza vicino a Lewis Hamilton. Al dodicesimo giro Daniil Kvjat termina contro le barriere dopo un problema tecnico sulla sua AlphaTauri; la safety car entra per la seconda volta in pista. Quasi tutti i piloti approfittano della situazione per effettuare la sosta per il cambio delle gomme. Tutti optano per gomme di mescola dura: rimane senza soste Romain Grosjean, che scala fino al quinto posto.
Al diciannovesimo giro la gara riprende nella sua valenza agonistica. Hamilton guida su Bottas, Verstappen, Leclerc, Grosjean, Sainz Jr., Ricciardo e Norris. Quest'ultimo passa quasi subito Ricciardo. Grosjean resiste agli attacchi di Sainz Jr., anche se la manovra del ventiduesimo giro è poi giudicata scorretta dai commissari, che avvisano il francese della Haas con una bandiera bianconera. Pochi giri dopo Grosjean cede anche a Lando Norris.
Nei giri successivi i due piloti della Mercedes duellano a colpi di giri veloci, con Bottas che però non riesce mai a ridurre il gap su Hamilton a meno di un secondo. Al trentacinquesimo giro Grosjean, ormai con le gomme in crisi, viene passato sia da Daniel Ricciardo che da Lance Stroll. Al giro seguente il francese entra ai box, per montare gomme dure.
Al quarantaseiesimo giro Esteban Ocon passa Stroll, salendo ottavo. Due giri dopo Kimi Räikkönen perde l'ala anteriore della sua Alfa Romeo Racing. Al quarantanovesimo giro Stroll, in crisi con le gomme, cede la nona posizione a Pierre Gasly. Nello stesso giro cede la gomma anteriore sinistra di Valtteri Bottas, che è costretto a compiere quasi un giro, prima di poter rientrare ai box. Il finlandese scende fuori dalla zona dei punti.
Anche Lewis Hamilton è in crisi con le gomme, così come Carlos Sainz Jr., che vede deteriorarsi la gomma anteriore sinistra. All'ultimo giro lo stesso problema si presenta anche sulla monoposto di Hamilton, mentre Verstappen era entrato ai box per montare un treno di gomme nuove il giro prima. Risale in zona punti Alexander Albon che sorpassa Vettel e Stroll.
Lewis Hamilton, grazie al grande vantaggio accumulato su Verstappen, riesce a concludere la gara primo, anche se con solo tre gomme ancora funzionanti. Hamilton vince per la settima volta il suo Gran Premio nazionale, mai successo a nessun pilota nel mondiale di Formula 1. Il britannico ottiene anche il record di Gran Premi condotti per l'intera lunghezza, ovvero 20.

### Gran Premio del 70º Anniversario
Valtteri Bottas, partito dalla pole position, mantiene il comando, seguito dal compagno di scuderia Lewis Hamilton. Seguono poi Verstappen, Nico Hülkenberg, Lance Stroll Daniel Ricciardo, Pierre Gasly, Lando Norris, Alexander Albon e Charles Leclerc. L'altro pilota della Ferrari, Vettel, commette un testacoda, e si ritrova ultimo.
Le gomme medie, montate dalla maggioranza dei piloti, vanno presto in crisi, costringendo a dei pit stop molto anticipati. Il primo è Albon, al sesto giro. L'anglo-thailandese passa alle gomme di mescola dura. Al decimo passaggio è sempre in testa Bottas, che ha un margine di 1"1 su Hamilton, 2"2 su Verstappen, 10"4 su Hülkenberg, 12"8 su Stroll, 14"5 su Ricciardo, 18"1 su Norris e 18"7 su Leclerc.
Al dodicesimo giro si ferma Norris, partito però con gomme dure: il pilota della McLaren passa alle medie. Il giro dopo è il turno del leader Bottas, che monta un set di gomme a mescola dura. Passa a condurre Hamilton, che vede molto vicino Verstappen. Il britannico resta al comando per un solo giro, prima di dover rientrare ai box, e montare gomme dure, come fatto dal compagno di team Bottas. Hamilton rientra in gara alle spalle di Charles Leclerc. Con gomme nuove, il sorpasso del pilota della Mercedes avviene dopo poche tornate.
Al quindicesimo giro c'è la sosta di Nico Hülkenberg. In testa guida Max Verstappen, che ha 10"6 di margine su Stroll: alle spalle del canadese ci sono Bottas, Hamilton e Leclerc. Al diciottesimo giro si fermano sia Stroll che Leclerc. Scala quarto Carlos Sainz Jr. (che si fermerà solo al ventunesimo giro), davanti a Hülkenberg, Stroll, Ocon e Ricciardo.
Al ventiseiesimo passaggio anche il leader del Gran Premio, Verstappen, effettua il cambio gomme. Partito con pneumatici a mescola dura, passa alle medie. Il pilota della Red Bull Racing rientra in pista davanti a Lewis Hamilton, ma dietro a Valtteri Bottas. Nel corso del primo giro di rientro l'olandese recupera la prima posizione passando il finlandese.
Al trentesimo giro ci sono le seconde soste ai box per Nico Hülkenberg e Alexander Albon. Un giro dopo si ferma anche l'altro pilota della Racing Point, Stroll. Al trentaduesimo giro si fermano assieme Max Verstappen e Valtteri Bottas: entrambi optano ancora per le gomme dure. La situazione in classifica non cambia, con Verstappen davanti al pilota della Mercedes. Al comando c'è di nuovo Lewis Hamilton, che sembra voler ritardare la sua seconda sosta. Dopo i pit stop delle Racing Point, nel frattempo, Charles Leclerc è scalato al quarto posto.
Hamilton, che sembrava voler raggiungere il traguardo senza la seconda sosta, si ferma al quarantunesimo giro, rientrando in gara alle spalle di Leclerc. Anche in questo caso, sfruttando pneumatici più freschi, il britannico passa il monegasco, che è in crisi con le gomme, ma riuscirà a conservare almeno il quarto posto. Al quarantanovesimo giro Hamilton passa anche il compagno di scuderia, Bottas, e si piazza al secondo posto.
Max Verstappen coglie la sua nona vittoria in carriera in Formula 1, davanti a Lewis Hamilton, che conquista il centocinquantacinquesimo podio, eguagliando il record di Michael Schumacher, e Valtteri Bottas.

### Gran Premio di Spagna
Alla partenza il poleman Lewis Hamilton mantiene il comando della gara, mentre il suo compagno di scuderia, Valtteri Bottas, partito dalla prima fila, si fa passare sia da Max Verstappen, che da Lance Stroll. Alle spalle del finlandese si pone Sergio Pérez, che precede Alexander Albon, Carlos Sainz Jr., Pierre Gasly e Charles Leclerc. Solo al quarto giro Bottas passa Stroll, per il terzo posto. Nei giri successivi la situazione della classifica non muta. Hamilton, al comando, dilata il suo margine su Verstappen che, a sua volta, mantiene un buon vantaggio su Bottas. Solo al diciassettesimo passaggio c'è la prima sosta, per Albon, che monta gomme dure. La scelta del pilota thailandese serve come parametro per Max Verstappen, che si ferma al ventunesimo giro, ma opta per coperture di mescola media. L'olandese della Red Bull Racing rientra in gara terzo.
Al ventitreesimo giro entrambe le Mercedes imboccano la corsia dei box, per effettuare il cambio gomme: sia Hamilton che Bottas passano dalle soft alle medie. Verstappen riconquista la seconda posizione. Lance Stroll effettua il suo primo pit stop al ventisettesimo giro, e rientra in gara davanti a un piccolo gruppo di vetture, guidato da Kevin Magnussen. Un giro dopo si fermano anche Sergio Pérez e le due Ferrari. Vettel, partito con le gomme medie, passa all'utilizzo delle morbide.
La gara è comandata da Lewis Hamilton, con secondo Verstappen, che precede Bottas. Seguono poi Daniel Ricciardo, Lance Stroll, Carlos Sainz Jr., Sergio Pérez, Esteban Ocon e Alexander Albon. Pérez passa Sainz Jr., mentre al trentatreesimo giro Albon ha la meglio su Ocon. Il francese della Renault effettua il suo cambio di pneumatici nel giro successivo. Al trentasettesimo passaggio Charles Leclerc va in testacoda alla terzultima curva, per un problema elettrico. Il monegasco riesce a ripartire ma, dopo un paio di giri, non riuscendo a riallacciarsi le cinture, decide per il ritiro. Intanto si è fermato per cambiare le gomme anche Ricciardo.
Verstappen effettua la sua seconda fermata ai box al quarantesimo giro. Il pilota della Red Bull monta un set di gomme medie, rientrando in gare sempre alle spalle di Bottas. Tre giri dopo c'è seconda sosta anche per Stroll e Gasly. Sfruttando bene gli pneumatici, e non effettuando la seconda sosta, è risalito al quinto posto Sebastian Vettel, alle spalle di Pérez. Bottas si ferma ancora al quarantottesimo giro, e monta gomme morbide. Ciò permette a Verstappen di riprendere la seconda posizione. Intanto le scuderie comunicano ai piloti la possibilità di pioggia, che però non si farà vedere sul circuito.
Il leader della gara, Lewis Hamilton, attende il cinquantesimo passaggio per effettuare la seconda sosta, che lo riporta in pista ancora con gomme soft. Il britannico ha oltre 11 secondi di margine su Max Verstappen e 18 su Bottas. Al cinquantatreesimo giro vengono comunicati cinque secondi di penalità a Pérez e Kvjat, per il mancato rispetto delle bandiere blu, che li invitavano ad agevolare i doppiaggi. Negli ultimi giri Vettel si trova a guidare con pneumatici degradati e deve cedere due posizioni, prima a Stroll e poi a Carlos Sainz Jr., ma riesce a resistere al ritorno di Albon.
Lewis Hamilton conquista la quarta vittoria consecutiva nel Gran Premio di Spagna. Per il britannico è anche il centocinquantaseiesimo podio nel mondiale di Formula 1, nuovo record assoluto. Secondo giunge Max Verstappen, mentre terzo è Valtteri Bottas, al suo cinquantesimo podio.

### Gran Premio del Belgio
Alla partenza Lewis Hamilton mantiene il comando della gara, precedendo Valtteri Bottas e Max Verstappen. L'olandese respinge l'attacco di Daniel Ricciardo sul rettilineo del Kemmel. Alle spalle dell'australiano si piazzano Esteban Ocon, Alexander Albon, Lance Stroll e Sergio Pérez. Il messicano è passato poco dopo da Charles Leclerc. La gara del monegasco viene penalizzata da un problema di potenza del motore, che lo porta a perdere alcune posizioni.
Al decimo giro Antonio Giovinazzi perde il controllo della sua Alfa Romeo Racing, sbatte contro le barriere e perde una ruota, che colpisce la Williams di George Russell. I piloti sono incolumi, ma la direzione di gara è costretta ad inviare in pista la safety car, per consentire di pulire il tracciato dai detriti e rimuovere le monoposto.
Molti piloti optano per anticipare la sosta, per sostituire gli pneumatici. Tutti montano gomme dure, tranne Albon che utilizza gomme medie. La gara riprende con le posizioni di vertice immutate, tranne che per Pierre Gasly, che non ha cambiato gomme, ed è salito al quarto posto. Alle sue spalle si trova Pérez, che cede il quinto posto a Ricciardo al diciassettesimo passaggio. Il messicano della Racing Point è passato anche da Albon.
L'australiano della Renault scala quarto, passando anche Gasly. Hamilton allunga a tre secondi il margine su Bottas, che vede avvicinarsi Verstappen. Al ventiquattresimo giro Leclerc va ai box, dove viene iniettata dell'aria all'interno del motore, mentre Gasly cede la posizione anche ad Alexander Albon. Il francese dell'AlphaTauri attende il ventiseiesimo giro per il suo cambio gomme.
Nella parte finale della gara Bottas comunica dei problemi alla gamba sinistra, che è indolenzita. Al trentaseiesimo giro Sergio Pérez sorpassa Kvjat per il nono posto, mentre nel giro successivo Lando Norris coglie il settimo posto, passando Stroll. Nello stesso giro c'è un piccolo errore di guida di Hamilton, che va lungo all'ultima chicane, ma non perde il comando del Gran Premio.
In questi ultimi giri della gara le Mercedes sembrano riscontrare problemi agli pneumatici, simili a quelli vissuti nelle gare disputate a Silverstone. La situazione però è sotto controllo e Hamilton può conquistare la sua ottantanovesima vittoria nel mondiale di Formula 1. Il britannico precede Bottas e Verstappen. All'ultimo giro Esteban Ocon strappa il quinto posto ad Albon e Ricciardo conquista il giro veloce, il primo per la Renault dal Gran Premio del Canada 2010, colto da Robert Kubica. Hamilton raggiunge i 24 297 chilometri in testa, in una gara valida per il campionato mondiale, nuovo record assoluto.

### Gran Premio d'Italia
Lewis Hamilton rimane al comando al via della gara, mentre parte male Valtteri Bottas, che viene passato da Carlos Sainz Jr., Lando Norris e Sergio Pérez; nel corso del primo giro Bottas perde un'ulteriore posizione, passato anche da Daniel Ricciardo. Il finlandese comunica al muretto la presenza probabile di una foratura, che però non viene rilevata dalla telemetria. Al terzo giro Max Verstappen passa Lance Stroll e sale settimo. Al settimo passaggio esplodono i freni posteriori sulla Ferrari di Sebastian Vettel, poco prima della curva Parabolica: il tedesco, arrivato alla prima variante, va dritto, colpendo gli indicatori di polistirolo al di fuori della traiettoria e si ritira nel giro successivo.
Hamilton mantiene comodamente la vetta della gara, ampliando il suo margine, giro dopo giro, su Sainz Jr.. Al ventesimo giro Kevin Magnussen parcheggia la sua Haas poco prima dell'entrata della corsia dei box, per un problema tecnico. La direzione di gara decide per l'invio in pista della safety car, per consentire di spostare la monoposto. Per ragioni di sicurezza viene chiusa l'entrata della corsia dei box, ma Lewis Hamilton e Antonio Giovinazzi entrano comunque per il cambio gomme. Solo successivamente la corsia dei box viene riaperta, consentendo così a tutti i piloti di effettuare la sosta per il cambio degli pneumatici. La vettura di sicurezza rientra ai box al ventiquattresimo giro. Hamilton, sotto indagine come Giovinazzi, comanda la gara, davanti a Lance Stroll, che non ha effettuato la sosta, Pierre Gasly, che aveva cambiato le gomme subito prima dell'entrata in pista della safety car, con le due Alfa Romeo Racing davanti a Charles Leclerc.
Il pilota della Ferrari, nel giro successivo, perde il controllo della vettura alla curva Parabolica ed esce dal tracciato, ad alta velocità, finendo contro le barriere. Il pilota è incolume, ma la gara viene fermata con bandiera rossa, per consentire ai commissari di riposizionare le barriere di sicurezza. L'ultimo doppio ritiro per la scuderia di Maranello a Monza era accaduto nel 1995 con Gerhard Berger e Jean Alesi. Nell'intervallo prima della seconda partenza la direzione di gara comunica lo stop and go con dieci secondi di penalità sia per Lewis Hamilton che Antonio Giovinazzi. La gara riprende con i piloti schierati in griglia di partenza, sulla base della classifica al momento della sospensione. Hamilton si trova in prima fila con Stroll, mentre in seconda fila ci sono Gasly e Kimi Räikkönen. Alla ripartenza Hamilton mantiene il comando mentre Stroll è passato da Gasly e dalle due Alfa Romeo Racing.
Sia Hamilton che Giovinazzi si fermano per scontare la penalità e scalano alle ultime posizioni della classifica. Nello stesso giro si ritira Max Verstappen. Al comando si ritrova, per la prima volta in carriera, Pierre Gasly, davanti a Kimi Räikkönen, Carlos Sainz Jr., Lance Stroll, Lando Norris, Valtteri Bottas e le due Renault. Nei giri successivi Kimi Räikkönen perde diverse posizioni, così come inizia la rimonta Lewis Hamilton, che al quarantaseiesimo giro passa proprio il finlandese dell'Alfa Romeo Racing ed entra in zona punti.
Nella parte finale della gara Sainz Jr. riesce a ridurre il margine che lo separa da Gasly, riuscendo a restare sotto il secondo di distacco, all'inizio dell'ultimo giro. Lo spagnolo però non ha lo spunto necessario per passare il francese dell'AlphaTauri, che così conquista la sua prima vittoria nel mondiale di Formula 1. Completa il podio Lance Stroll. Hamilton completa la sua rimonta, chiudendo al settimo posto.
Pierre Gasly è il centonovesimo pilota a vincere una gara valida per il campionato mondiale, il primo francese dalla vittoria di Olivier Panis nel Gran Premio di Monaco 1996. L'ultimo pilota transalpino a vincere a Monza fu Alain Prost nel 1989 su McLaren. Per la Scuderia AlphaTauri è la prima vittoria con la nuova denominazione, la seconda dopo quella ottenuta nel 2008, sempre in Brianza, con Sebastian Vettel, quando il nome era Scuderia Toro Rosso. Per la Honda è la prima vittoria da motorista sul tracciato di Monza dal 1992, ottenuta all'epoca da Ayrton Senna sempre su McLaren. Si è trattato del secondo podio in carriera sia per Pierre Gasly che per Carlos Sainz Jr. (per entrambi l'ultima volta al Gran Premio del Brasile 2019), così come per Lance Stroll, la cui ultima volta era stata al Gran Premio d'Azerbaigian 2017. Anche per la Racing Point è il primo arrivo tra i primi tre posti in Formula 1 con questa denominazione, per la prima volta dal terzo posto di Sergio Pérez nel Gran Premio d'Azerbaigian 2018, quando la scuderia si chiamava Force India. Il motorista BWT ottiene il primo podio, anche se si tratta di una power unit della Mercedes, ribattezzata per motivi di sponsorizzazione. È la prima vittoria per una scuderia diversa da Mercedes, Red Bull Racing e Ferrari dal Gran Premio d'Australia 2013. Per la prima volta dal Gran Premio d'Ungheria 2012, nemmeno uno dei piloti di queste tre scuderie giunge a podio.

### Gran Premio della Toscana

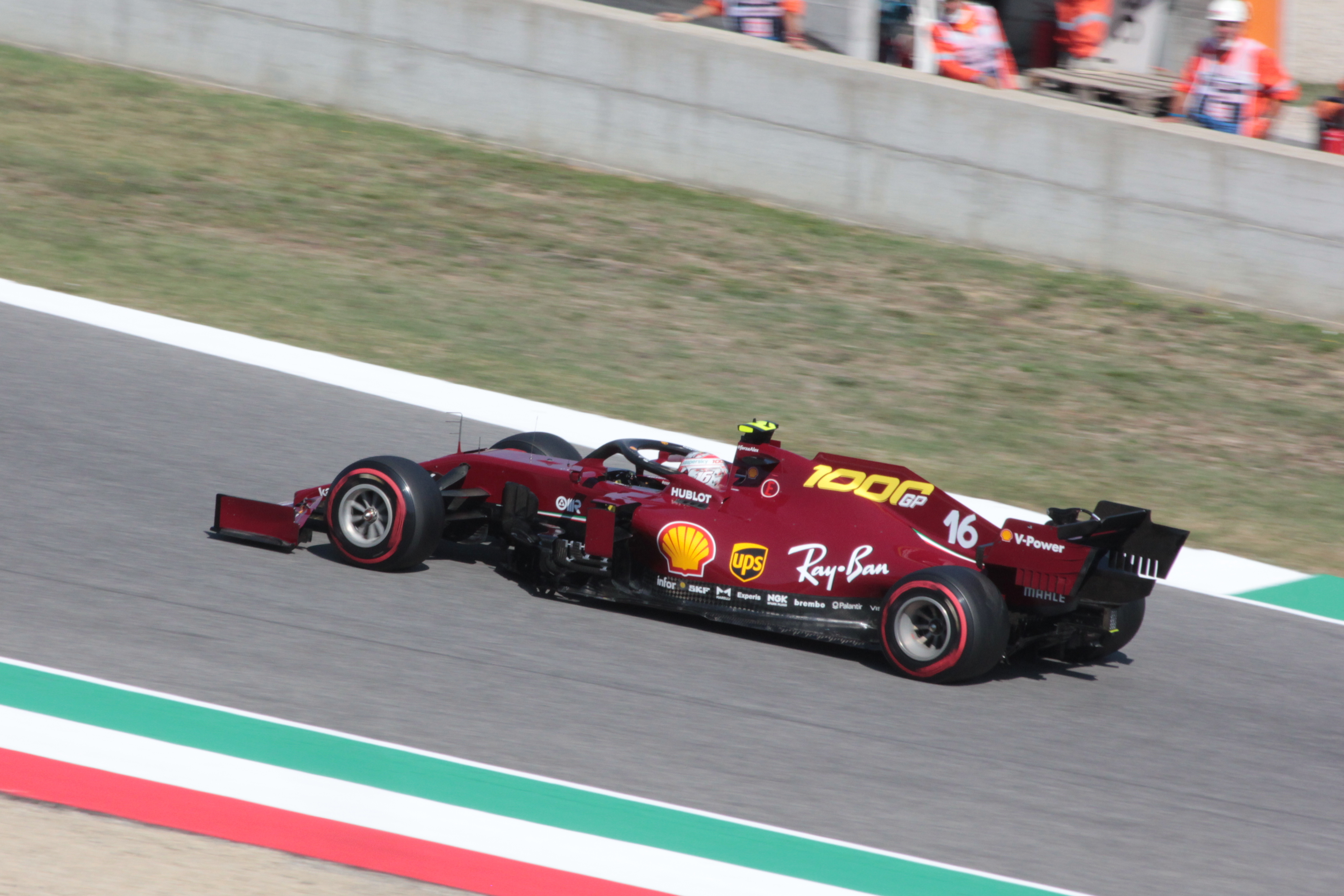
La Ferrari festeggia con una livrea celebrativa, al Gran Premio della Toscana, la sua millesima gara quale costruttore nel campionato mondiale di Formula 1.

Conquista il comando, al via, Valtteri Bottas, mentre Lewis Hamilton è meno veloce e deve difendersi dall'attacco di Charles Leclerc, partito quinto. Anche Max Verstappen è autore di una cattiva partenza, che lo porta nella pancia del gruppo. Alla seconda curva l'olandese della Red Bull Racing è tamponato da Kimi Räikkönen, a sua volta stretto tra Pierre Gasly e Romain Grosjean. Anche Carlos Sainz Jr. si gira, e colpisce la vettura di Sebastian Vettel. Verstappen e Gasly sono costretti all'abbandono, mentre la direzione di gara invia in pista la safety car.
La classifica vede al comando Bottas, davanti a Hamilton, Leclerc, Alexander Albon, Lance Stroll, Daniel Ricciardo e Sergio Pérez. La vettura di sicurezza rimane in pista per otto giri: alla ripartenza però c'è un nuovo incidente. A centro gruppo c'è un vistoso rallentamento, proprio mentre la fila di monoposto procede sul rettilineo dei box. Antonio Giovinazzi colpisce da dietro Kevin Magnussen, finendo poi contro la vettura di Nicholas Latifi. Nell'incidente viene coinvolta anche la McLaren di Carlos Sainz Jr.. I quattro piloti devono ritirarsi, ma escono dalle loro vetture illesi. In questo caso la direzione di gara decide di interrompere la gara con bandiera rossa.
La gara riprende da fermo e non più dietro la vettura di sicurezza. Non prende il via Esteban Ocon, per un problema di surriscaldamento ai freni. Bottas, partito dalla pole position, viene passato alla San Donato da Hamilton, mentre Leclerc conserva il terzo posto, davanti alle due Racing Point. Al quindicesimo giro Daniel Ricciardo passa Pérez, per il quinto posto. Nei giri successivi Charles Leclerc cede diverse posizioni, venendo superato da Stroll, Ricciardo e Albon. Il monegasco passa perciò ai box, per montare gomme dure, al ventiduesimo passaggio. Al ventisettesimo giro Ricciardo si ferma per montare gomme medie, mentre Lando Norris prende il quinto posto a Pérez. Nel giro successivo il pit stop di Kimi Räikkönen è molto lento, per un problema tecnico.
Nei giri successivi si fermano tutti i piloti delle prime posizioni: la classifica vede sempre al comando Lewis Hamilton, con quasi sei secondi di vantaggio su Bottas; seguono poi Ricciardo, Stroll, Albon, Pérez e Norris. Al quarantatreesimo giro Lance Stroll perde il controllo della sua monoposto a causa di una foratura alla seconda Arrabbiata, sbattendo violentemente contro le barriere. Il pilota canadese è comunque illeso. La direzione di gara sospende per la seconda volta la gara. L'ultima volta che una corsa è stata interrotta per due volte era accaduto nel Gran Premio del Brasile 2016.
Anche in questo caso la gara non riprende dietro la safety car, ma dalla griglia di partenza. Lewis Hamilton rimane primo, mentre Bottas è secondo. Alexander Albon passa Ricciardo, per il terzo posto. Albon sembra potersi avvicinare anche a Bottas, che però aumenta il ritmo, e si pone più vicino a Hamilton. Intanto la direzione di gara penalizza di cinque secondi, sul tempo di gara, Kimi Räikkönen, per aver oltrepassato la linea bianca prima dell'entrata in pit lane.
Nella parte finale di gara Hamilton controlla agevolmente, conquistando la sua novantesima vittoria e il suo diciassettesimo hat trick (vittoria, pole position e giro più veloce). Il podio è completato da Valtteri Bottas e Alexander Albon, che ottiene il suo primo podio in carriera. Albon è anche il primo pilota thailandese a giungere a podio in una gara mondiale, il primo asiatico a farlo dal terzo posto del giapponese Kamui Kobayashi nel Gran Premio del Giappone 2012. Hamilton giunge per la duecentoventiduesima volta nei punti, nuovo record nel mondiale. Ad una settimana di distanza dall'ultimo Gran Premio a Monza, la gara è stata caratterizzata da almeno una bandiera rossa. L'ultima volta che due Gran Premi avevano avuto, a distanza di sette giorni, almeno una sospensione, era accaduto tra il Gran Premio di Monaco e quello del Canada della stagione 2011.

### Gran Premio di Russia
Prima di schierarsi sulla griglia di partenza, Lewis Hamilton effettua due prove di partenza in zone del tracciato non pre-stabilite dalla direzione gara. Per questo motivo il britannico riceve due penalità da cinque secondi l'una, da scontare durante la sosta ai box. La penalità gli verrà comunicata solo nel corso del decimo giro del Gran Premio. Al pilota vengono sottratti anche due punti sulla Superlicenza, uno per ogni penalità ricevuta.
Alla partenza le due Mercedes sono perfette, tanto che Valtteri Bottas passa Max Verstappen e si pone secondo, alle spalle del suo compagno di scuderia Hamilton. Il finnico tenta anche di passare il campione del mondo, alla prima staccata, ma senza successo. A centro gruppo Carlos Sainz Jr. taglia la prima variante ma, al momento del rientro in pista, colpisce violentemente il muretto di protezione e distrugge l'anteriore della sua McLaren. Poco dopo vanno a contatto Lance Stroll e Charles Leclerc, con la Racing Point che finisce contro il muro. La direzione di gara invia in pista la safety car.
Al quinto giro riprende la gara con Hamilton davanti a Bottas, Verstappen, le due Renault, poi Sergio Pérez, Pierre Gasly e Leclerc. Al decimo giro il margine del britannico su Bottas è di 1"7, 2"8 su Verstappen, 4"8 su Esteban Ocon e 5"6 su Daniel Ricciardo. Al quindicesimo giro Ricciardo passa Pérez, prima di entrare ai box, per montare gomme dure. Al sedicesimo giro si ferma anche Lewis Hamilton, che sconta la penalizzazione di 10 secondi. Anche il britannico opta per gomme di mescola dura; rientra in gara decimo.
Due giri dopo anche Gasly e Ocon effettuano la loro sosta, montando pneumatici hard. Al ventesimo giro si ferma Pérez, mentre Valtteri Bottas ottiene il giro veloce. Il finlandese comanda con oltre sette secondi di vantaggio su Verstappen e 27 su Leclerc, che ha scalato al terzo posto. Hamilton è presto quinto, staccato però di quasi 40 secondi dalla vetta della gara. Ocon, ottavo, lascia strada libera al compagno di team, Ricciardo, che risulta più rapido.
Tra il venticinquesimo e ventiseiesimo giro si fermano i primi due della gara: la classifica rimane invariata, con Bottas al comando mentre Verstappen rientra in pista terzo, alle spalle di Daniil Kvjat. L'olandese recupera subito la seconda posizione. Più dietro Vettel, settimo, riesce a tenere dietro le due Renault e consente così a Leclerc di ampliare il margine sulle due vetture francesi. Daniel Ricciardo passa il tedesco della Ferrari al ventisettesimo giro, ma l'australiano viene penalizzato di cinque secondi, per aver oltrepassato i limiti della pista.
Il monegasco della Ferrari effettua il pit stop al ventottesimo giro e monta gomme dure; rientra in gara sesto, dietro a Ricciardo, ma davanti ad Ocon. Al trentesimo giro Hamilton sorpassa Kvjat e torna terzo. Poco dopo il russo va ai box per il cambio gomme. Ora la classifica vede, alle spalle di Hamilton, Pérez, Ricciardo (che in realtà ha cinque secondi di penalità), Leclerc e Ocon. La classifica nella zona dei punti rimane congelata per diversi giri. Al quarantunesimo giro Vettel passa Romain Grosjean per il quattordicesimo posto. Il francese della Haas colpisce i segnali di polistirolo che indicano come rientrare in pista alla seconda curva. Il giro successivo la direzione di gara impone la virtual safety car, che dura un solo giro, per consentire ai commissari di risistemare le indicazioni.
Bottas comanda con oltre 11 secondi di margine su Verstappen, mentre Hamilton è a quasi 21 secondi. Negli ultimi giri Verstappen riduce il gap dal finlandese che però riesce agevolmente a terminare al primo posto, conquistando anche il giro più veloce. Per il pilota della Mercedes è la seconda vittoria stagionale, la nona totale in carriera.

### Gran Premio dell’Eifel
Lewis Hamilton non riesce, alla partenza, a strappare il comando della gara a Valtteri Bottas, che si difende dal tentativo di sorpasso alla prima staccata. Alle sue spalle c'è Max Verstappen, che precede Charles Leclerc, Daniel Ricciardo, Alexander Albon, Lando Norris ed Esteban Ocon.
Bottas non riesce, nei primi giri, ad ampliare il margine su Hamilton, che rimane sempre a circa un secondo e mezzo dal compagno di team. Al settimo giro Albon si ferma ai box, per montare gomme medie, dopo aver spiattellato le gomme anteriori, già nel corso del primo passaggio. Il giro successivo, dopo un lungo inseguimento, Daniel Ricciardo passa Leclerc, molto più lento dell'australiano. Il monegasco della Ferrari si ferma ai box al decimo giro, per montare gomme medie.
Sulla pista si verifica una leggera pioggia, che però non incide sulle prestazioni dei piloti, anche se Sebastian Vettel è autore di un piccolo testacoda, al momento di un suo tentativo di sorpasso su Antonio Giovinazzi. Al dodicesimo giro anche Valtteri Bottas è autore di un errore in frenata: questo consente a Hamilton di avvicinarsi e di passare il finlandese, per prendere il primo posto. Nel giro successivo Bottas effettua il suo pit stop, mentre c'è una collisione tra Kimi Räikkönen e George Russell, che costringe quest'ultimo al ritiro. La direzione di gara penalizza il pilota dell'Alfa Romeo Racing e decide per la virtual safety car, al fine di recuperare la monoposto del britannico: ne approfittano Hamilton, Verstappen e Ricciardo per il loro cambio gomme.
La gara riprende poco dopo, ma sulla vettura di Valtteri Bottas si verifica un problema alla power unit che lo costringe al ritiro. Ora, alle spalle di Hamilton e Verstappen, ci sono Lando Norris, Sergio Pérez, Esteban Ocon, Carlos Sainz Jr. e Daniel Ricciardo. C'è un contatto anche tra Albon e Daniil Kvjat, che comporta per il thailandese la penalizzazione di cinque secondi.
Al ventiduesimo giro abbandona anche Ocon, per un problema al cambio e ai freni. Un giro dopo termina la gara anche per Albon. Hamilton, nel frattempo, ha ampliato il suo margine su Verstappen a 3"6. Al ventottesimo passaggio si fermano per il cambio gomme sia Pérez che Sainz Jr.. Il giro dopo è il turno per Lando Norris, che però lamenta una perdita di potenza della sua power unit. Scala terzo Ricciardo, davanti a Leclerc, che però non ha ancora effettuato la seconda sosta. Seguono poi Pérez, Norris e Sainz Jr..
Il messicano della Racing Point passa Leclerc all'ultima chicane, ma il monegasco, sfruttando il DRS, ripassa Pérez al termine del rettilineo principale. Al giro seguente la stessa manovra si ripete, ma questa volta il ferrarista non riesce a riprendersi la posizione. Al trentaseiesimo giro Leclerc effettua la sua seconda sosta ai box, per montare gomme medie. Rientrato in pista decimo, scala presto diverse posizioni: prima passa Kimi Räikkönen, poi viene lasciato andare dal compagno di team Vettel, che ormai ha gomme troppo usurate. Al quarantaduesimo giro il tedesco della Ferrari si ferma per la seconda volta e opta per le gomme soft.
Nel frattempo, sempre più limitato da un problema di potenza, si ritira Lando Norris. In questo caso viene inviata in pista la safety car per permettere il recupero della sua McLaren. I doppiati vengono fatti passare la vettura di sicurezza e fatti riaccodare al gruppo dei migliori, che però si lamentano che, in questo modo, le loro gomme sono troppo fredde, rispetto a quelle dei doppiati, che hanno potuto effettuare un giro a più alta velocità, per ricongiungersi ai primi.
Alla ripartenza Lewis Hamilton mantiene agevolmente la testa della gara, davanti a Max Verstappen e Daniel Ricciardo. Al cinquantesimo giro Charles Leclerc cede la settima posizione a Pierre Gasly e deve guardarsi dall'arrivo di Nico Hülkenberg, che però non sarà capace di sorpassarlo. Anche Ricciardo riesce a difendere la terza posizione da Pérez.
Lewis Hamilton conquista la sua novantunesima vittoria nel campionato mondiale di Formula 1, eguagliando così il numero di vittorie record, posseduto da Michael Schumacher. Daniel Ricciardo, terzo, riporta a podio una Renault per la prima volta dal Gran Premio della Malesia 2011: podio conquistato, all'epoca, da Nick Heidfeld.

### Gran Premio del Portogallo

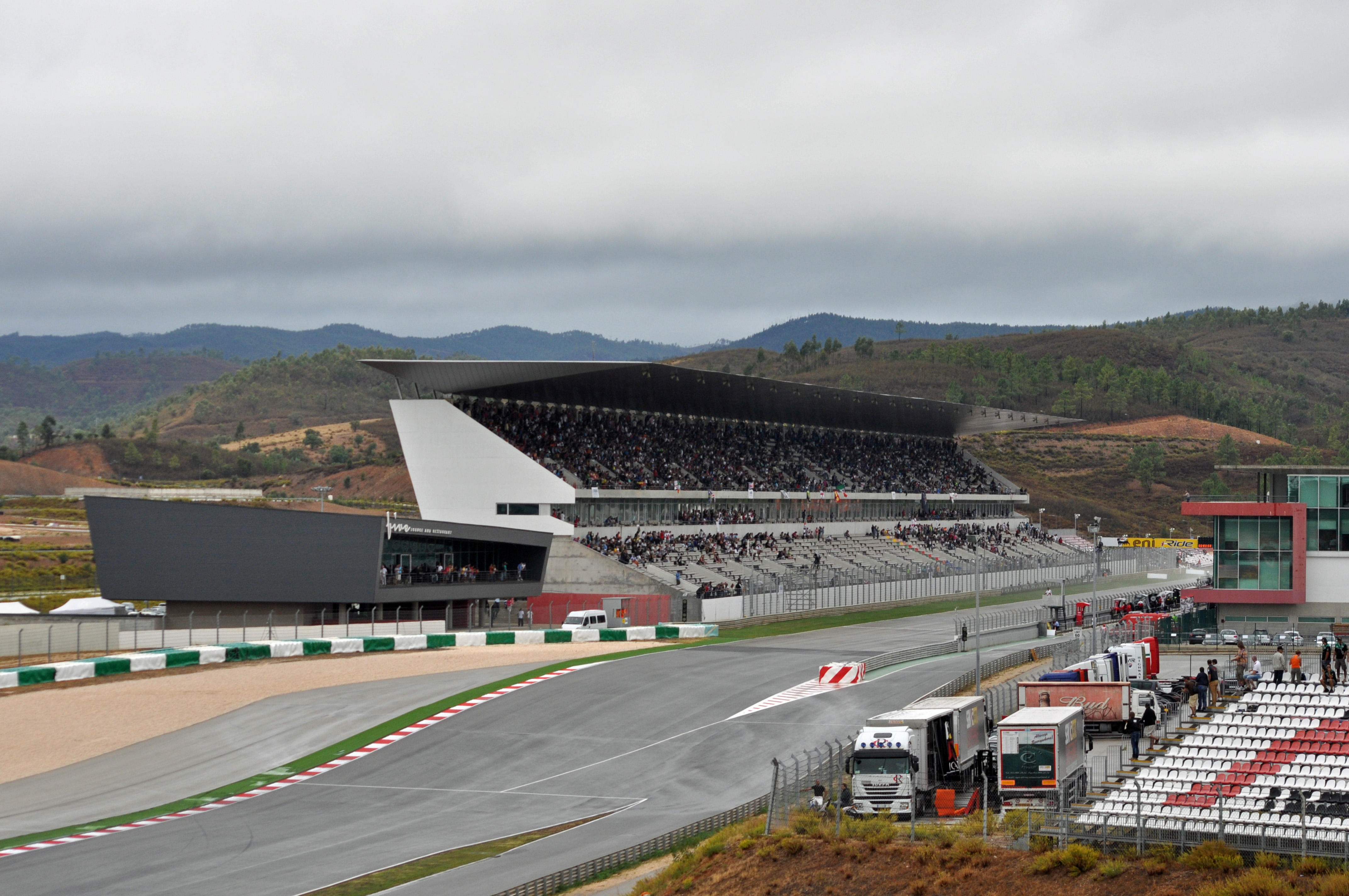
L'Autódromo Internacional do Algarve ha ospitato il Gran Premio del Portogallo, che mancava in calendario dalla stagione.

Lewis Hamilton mantiene il comando, mentre Valtteri Bottas è passato da Max Verstappen, ma riesce, già nelle prime curve, a riprendere il secondo posto. Verstappen viene attaccato da Sergio Pérez, con i due che vanno a contatto: Pérez va in testacoda ed è costretto ai box, mentre Verstappen cede diverse posizioni. Bottas passa, nel frattempo, Hamilton, molto lento. Poco dopo arriva sul duo della Mercedes Carlos Sainz Jr. che, grazie alle gomme morbide, si piazza al comando della gara. L'altra McLaren, quella di Lando Norris, è quarta, seguita da Max Verstappen, Kimi Räikkönen, Daniel Ricciardo, Charles Leclerc e Pierre Gasly.
Lo spagnolo della McLaren mantiene il comando fino al quinto giro, quando viene sorpassato da Bottas. Le gomme medie, montate sulle vetture tedesche, iniziano a funzionare meglio rispetto alle gomme morbide. Nel frattempo Max Verstappen ha passato Norris, per il quarto posto. Al sesto giro Leclerc passa Ricciardo e il giro successivo Sainz Jr. cede la posizione a Hamilton, che ora è a meno di due secondi dal capofila Bottas. All'ottavo passaggio anche Max Verstappen prende la posizione a Sainz Jr., mentre Leclerc scalza Kimi Räikkönen dal sesto posto. Il pilota dell'Alfa Romeo Racing cede, nei giri successivi, diverse posizioni, a piloti più rapidi. Il monegasco passa poi anche Norris. All'undicesimo giro Gasly strappa il settimo posto a Norris, mentre, il giro seguente, Charles Leclerc supera Sainz Jr.
La classifica recita Valtteri Bottas primo, seguito da Lewis Hamilton, Max Verstappen, Charles Leclerc, Carlos Sainz Jr., Lando Norris, Pierre Gasly, Daniel Ricciardo e Lance Stroll. Gasly passa Norris, al tredicesimo giro. Al quindicesimo giro si ferma Ricciardo, che monta gomma di mescola media. Quattro giri dopo Stroll tenta di superare Norris, le due vetture vanno a contatto, alla prima curva, ed entrambi i piloti sono costretti alla sosta ai box. La direzione di gara penalizza di cinque secondi il canadese della Racing Point. Il giro successivo Hamilton supera Bottas per il primo posto. Il finlandese non riesce a trovare un ritmo costante e perde subito dal suo compagno di scuderia. Al ventesimo giro si ferma anche Verstappen, che opta per gomme medie. Al trentesimo giro va alla sosta Sainz Jr..
Lewis Hamilton amplia il suo vantaggio a otto secondi, mentre terzo è Charles Leclerc, staccato di 26 secondi dall'inglese. I primi tre della graduatoria non hanno ancora cambiato i loro pneumatici. Al trentaquattresimo giro Pérez, con un duello acceso, passa Ocon, che non ha ancora effettuato la sosta, per il quinto posto. Leclerc si ferma a montare gomme medie al trentacinquesimo giro, mentre Hamilton attende il quarantunesimo passaggio. Il giro dopo è il turno per Bottas. Anche i piloti della Mercedes decidono di completare la gara su gomme medie. Dopo queste soste la classifica vede sempre Lewis Hamilton primo, davanti a Valtteri Bottas, Max Verstappen, Charles Leclerc, Sergio Pérez, Esteban Ocon e Daniel Ricciardo.
Hamilton allarga ancora il margine su Bottas mentre, al quarantaseiesimo giro, Gasly prende la settima posizione a Ricciardo. Nello stesso giro si ferma, per la seconda volta, dopo il pit stop al primo giro, Pérez. Il messicano monta gomme morbide. Ocon, che non ha ancora cambiato pneumatici, attende fino alla cinquantaduesima tornata: rientra in pista ottavo. Anche il pilota della Renault decide di utilizzare le gomme di mescola più morbida. Si ritira, per un problema tecnico, Stroll.
La pioggia fa, a tratti, ancora la sua comparsa sulla pista, ma l'intensità delle precipitazioni è debolissima. Ciò che da maggior disturbo ai piloti è, invece, il vento. Negli ultimi giri Hamilton e Bottas duellano, ma solo per il punto addizionale dato dal giro veloce, visto che il campione del mondo comanda con largo margine. A pochi giri dal termine sia Pierre Gasly che Carlos Sainz Jr. si avvicinano a Pérez, ormai in crisi con gli pneumatici. Entrambi passano il messicano della Racing Point, anche se il francese dell'AlphaTauri viene chiuso rudemente da Pérez, nel suo primo tentativo di sorpasso.
Lewis Hamilton conquista la sua novantaduesima vittoria nel mondiale di Formula 1, cogliendo così il nuovo record di Gran Premi vinti nella storia del mondiale, staccando l'ex pilota tedesco sette volte campione del mondo di Formula 1 Michael Schumacher a quota 91 successi. Completano il podio Valtteri Bottas e Max Verstappen.

### Gran Premio dell'Emilia-Romagna
Alla partenza Valtteri Bottas mantiene il comando, mentre Lewis Hamilton non riesce a difendere la posizione dall'attacco di Max Verstappen, che conquista il secondo posto. Quarto è Daniel Ricciardo che passa Pierre Gasly, bloccato involontariamente da Hamilton. Seguono poi Charles Leclerc, Alexander Albon e Daniil Kvjat. Nelle retrovie c'è un contatto, che danneggia l'alettone anteriore della Racing Point di Lance Stroll, subito costretto ai box.
La classifica, almeno nelle prime posizioni, è congelata fino al nono giro, quando Gasly si ritira per un problema tecnico. Bottas mantiene un vantaggio di oltre un secondo su Verstappen e di oltre tre sul compagno di scuderia, Hamilton. Al tredicesimo giro effettua la sosta Leclerc, che opta per gomme dure. Il giro successivo si fermano anche Ricciardo, Albon e Kvjat. Anche questi ultimi decidono di passare alle coperture hard. Nei giri successivi, invece, le due McLaren preferiscono le gomme medie. Al diciottesimo giro effettua il pit stop Verstappen, seguito, nel giro successivo, da Bottas. Entrambi i piloti passano alle gomme a mescola dura. Hamilton, dal suo canto, decide di allungare il suo stint.
La gara è comandata dal britannico, davanti a Bottas e Verstappen; l'olandese è seguito da un drappello di piloti che non hanno ancora effettuato nessun cambio gomme: Sergio Pérez, Sebastian Vettel, Kimi Räikkönen, Nicholas Latifi e Kevin Magnussen. Il primo dei piloti che ha invece gomme nuove, è Ricciardo, nono. Hamilton riesce ad ampliare il margine sugli inseguitori, portando il suo vantaggio su Bottas a 26"4 e quello su Verstappen a 28"1. Pérez è a oltre trentaquattro secondi dal britannico. Al ventinovesimo giro si ritira Esteban Ocon, per un problema al cambio. Viene decisa, dai commissari, la definizione della virtual safety car, che viene sfruttata da Hamilton per effettuare il cambio gomme. Il britannico rientra in pista comodamente primo, con un margine di oltre 4 secondi su Bottas. Anche Pérez si ferma per montare gomme nuove: ciò permette a Vettel di scalare quarto, con Kimi Räikkönen quinto.
Al trentanovesimo giro Vettel si ferma ai box; la sosta è molto lunga, facendo perdere 10 secondi al pilota tedesco. Dopo qualche giro in cui Verstappen pressa Bottas, che ha problemi al fondo della monoposto, il finlandese è autore di un piccolo errore alla Rivazza. Ciò consente al pilota della Red Bull Racing di avvicinarsi e superare Bottas al Tamburello. Hamilton è capace di mantenere un margine di oltre 13 secondi su Max Verstappen, mentre sembra non riuscire a tenere il passo dei primi due Bottas. Al quarantottesimo giro si ritira Magnussen, ultimo, per un forte mal di testa. Al cinquantesimo passaggio si ferma Kimi Räikkönen, che era quarto. Il pilota dell'Alfa Romeo Racing decide di completare la gara su gomme morbide. Poco dopo subisce una foratura Verstappen, che lo porta fuori pista, nella sabbia, costringendolo al ritiro. La direzione di gara invia in pista la safety car.
Nei giri seguenti molti piloti effettuano la seconda sosta, per montare gomme soft: Bottas, Pérez, Kvjat, Sainz Jr., Hamilton e Vettel. George Russell, mentre è alla spalle della vettura di sicurezza, manda in testacoda la sua Williams, colpisce il muretto e si ritira. Lance Stroll decide di montare gomme nuove, ma al pit stop va lungo sulla piazzola di cambio e colpisce un meccanico. Alla ripartenza la classifica recita: Lewis Hamilton, Valtteri Bottas, Daniel Ricciardo, Charles Leclerc, Alexander Albon, Sergio Pérez e Daniil Kvjat. Pérez attacca Albon, ancora su gomme dure: il pilota della Red Bull Racing effettua un testacoda, viene sfiorato da Carlos Sainz Jr., e viene sfilato dal gruppo. Kvjat passa Leclerc, che ha ancora gomme dure, e si avvicina a Ricciardo. Il ferrarista, invece, deve guardarsi dall'arrembante Pérez.
Lewis Hamilton vince la gara, inanellando negli ultimi passaggi un giro veloce dietro l'altro; Valtteri Bottas e Daniel Ricciardo completano il podio. Coi risultati del Gran Premio, la Mercedes si aggiudica, per il settimo anno consecutivo, il campionato mondiale costruttori, stabilendo il nuovo record di mondiali costruttori vinti consecutivamente, staccando la Ferrari a quota sei, vinti dal 1999 al 2004. Con il primo e secondo posto della gara, la scuderia tedesca tocca i 500 podi come motorista nel mondiale di Formula 1.

### Gran Premio di Turchia
La pioggia cade sul tracciato fino a pochi minuti dalla partenza. La pista si presenta molto bagnata, tanto che tutti i piloti, tranne il duo della Williams, montano gomme da bagnato estremo. Antonio Giovinazzi termina nella ghiaia nei giri di formazione, ma riesce a raggiungere la griglia di partenza e partecipare alla gara regolarmente. George Russell, al momento di rientrare ai box dopo dei giri di installazione, picchia contro un muretto, danneggiando l'alettone anteriore. Anche lui è capace di prendere il via, solo però dalla pit lane.
Alla partenza Lance Stroll mantiene comodamente la testa, mentre è autore di una brutta partenza Max Verstappen, superato da Sergio Pérez e Lewis Hamilton; chi è autore di un'ottima partenza è Sebastian Vettel, che da undicesimo si ritrova quarto. Alla prima curva si toccano Esteban Ocon, spinto dal compagno di team Ricciardo, e Valtteri Bottas: entrambi vanno in testacoda. Nel primo giro anche Lewis Hamilton è autore di un testacoda; il britannico viene prima passato da Vettel, poi dal duo della Red Bull Racing. Seguono poi Daniel Ricciardo, Kimi Räikkönen, Carlos Sainz Jr. e Kevin Magnussen.
Stroll controlla agevolmente la gara, guidando con 4"5 di vantaggio su Pérez, 14"1 su Vettel, 14"9 su Verstappen e 17"5 su Albon. A causa delle basse temperature la pista si asciuga lentamente ma, nonostante ciò, già al nono giro si fermano, per montare gomme da bagnato intermedio, Stroll, Vettel, Hamilton, Magnussen e Räikkönen. Al decimo giro si fermano Pérez, Ricciardo e Sainz Jr, mentre, un giro dopo, è il turno anche per Verstappen. Al dodicesimo giro anche Albon opta per le gomme intermedie; poco dopo Antonio Giovinazzi deve parcheggiare la sua Alfa Romeo Racing a bordo pista. La direzione di gara invia in pista la virtual safety car.
Dopo i vari cambi gomme il duo della Racing Point Stroll-Pérez è ancora al comando, davanti a Max Verstappen, Sebastian Vettel, Alexander Albon, Lewis Hamilton e Daniel Ricciardo. Hamilton attacca Vettel, va lungo per un problema ai freni e viene a sua volta passato da Albon. Al sedicesimo giro il thailandese passa anche Vettel. Lance Stroll comanda con otto secondi di margine su Sergio Pérez, che si trova molto vicino a Max Verstappen. L'olandese, all'attacco del messicano, va in testacoda, ed è costretto a sostituire ancora gli pneumatici. Rientra in gara ottavo, alle spalle di Carlos Sainz Jr..
Nei giri successivi, in cui la pista sembra asciugarsi, anche se non in maniera uniforme, è l'altro pilota della Red Bull Racing ad avvicinarsi a Pérez. Al trentesimo passaggio Charles Leclerc monta gomme intermedie. Due giri dopo effettua la sua seconda sosta Ricciardo. Al trentatreesimo giro lo fa anche Vettel, mentre Albon, autore anche lui di un testacoda, si ferma al trentacinquesimo giro. Il leader della gara, Lance Stroll, entra ai box per il pit stop al trentaseiesimo giro. Anche in questo caso il canadese monta gomme da bagnato intermedio. Al comando si trova Lewis Hamilton che ha superato Sergio Pérez.
Terzo è Max Verstappen, che precede Lance Stroll, Vettel, Albon, Leclerc e Sainz Jr. Il ritmo di gara di Stroll diventa improvvisamente poco competitivo, tanto da essere passato da Vettel. L'altro ferrarista, Charles Leclerc, supera prima Albon, poi lo stesso Stroll, e, infine, anche il compagno di team, Vettel, salendo al quarto posto. Anche Sainz Jr. passa Stroll e Albon. Davanti, Hamilton amplia subito il margine su Pérez, a oltre dieci secondi. I due sono anche gli unici, tra i piloti che lottano per i punti, a non aver effettuato la seconda sosta. Il loro ritmo è abbastanza lento rispetto a Leclerc. Verstappen si ferma, per la terza volta, al quarantatreesimo giro. L'olandese torna in gara settimo, davanti a Stroll. Hamilton, che comunica ai box di temere per il cedimento di uno pneumatico, allarga ancora in divario su Pérez, portandolo a oltre 20 secondi. Al cinquantacinquesimo giro Stroll cede ancora una posizione, questa volta a favore di Lando Norris.
Nell'ultimo giro Charles Leclerc raggiunge e passa Pérez. Il monegasco va lungo all'ultima staccata ed è costretto a cedere la seconda posizione nuovamente al messicano. Vettel approfitta dell'errore del compagno di scuderia e chiude terzo. Lewis Hamilton ottiene il suo novantaquattresimo successo nel campionato mondiale di Formula 1. Con questo risultato il britannico ottiene il suo settimo titolo mondiale, il quarto consecutivo, eguagliando il record che appartiene a Michael Schumacher.

### Gran Premio del Bahrein
Il poleman Lewis Hamilton parte bene e mantiene il comando della gara. Dietro, invece, Valtteri Bottas è autore di una brutta partenza e viene passato sia da Max Verstappen che da Sergio Pérez. Nelle retrovie c'è un contatto tra la Haas di Romain Grosjean e l'AlphaTauri di Daniil Kvjat. La monoposto del pilota francese colpisce quasi perpendicolarmente le barriere a bordo pista e si spezza in due per la violenza dell'urto. La cellula di sopravvivenza resta conficcata nel guard-rail, avvolta dalle fiamme. Il pilota riesce a uscire rapidamente dal rogo, accolto dai commissari di pista intervenuti per spegnere le fiamme e dal medico presente sulla medical car che seguiva la fila di vetture al via. La gara viene immediatamente interrotta con bandiera rossa. Grosjean, che presenta ustioni in varie parti del corpo, viene trasportato prima al centro medico del circuito, poi all'ospedale di Manama.
Dopo una lunga riparazione delle barriere, la gara riprende dopo quasi 80 minuti di attesa. I piloti si rischierano sulla griglia di partenza, sulla base delle classifica stilata al momento del passaggio delle monoposto alla linea della safety car, posta poco dopo il via. Hamilton parte primo, seguito da Verstappen e Pérez. Nel primo giro di ripartenza c'è un nuovo contatto, questa volta tra la Racing Point di Lance Stroll e nuovamente la monoposto di Kvjat. La vettura si ribalta. La direzione di gara decide di inviare in pista la vettura di sicurezza per permettere il recupero della vettura, da cui il pilota esce incolume.
Alle spalle dei primi tre ci sono Alexander Albon, Lando Norris, Esteban Ocon e Charles Leclerc. Valtteri Bottas ha approfittato della safety car per cambiare le gomme, ma ciò lo fa scendere lontano dalla zona dei punti. Il Gran Premio riprende al nono giro e, due giri dopo, Sainz Jr. passa Leclerc. Il ferrarista, che ha cercato di difendersi dall'attacco dello spagnolo, cede subito una posizione anche a Daniel Ricciardo. Nei giri successivi Hamilton amplia il margine su Verstappen a 3"2, a 8"7 su Pérez, 12"9 su Albon e 18"2 su Norris.
Al diciassettesimo giro si fermano alla sosta Esteban Ocon, Daniel Ricciardo, Kvjat e Räikkönen. Il giro successivo è il turno per Norris, poi tocca, al diciannovesimo giro, anche a Lewis Hamilton e Alexander Albon, che optano per gomme medie. Ciò significa che il britannico sarà costretto sicuramente a una seconda sosta, per montare gomme diverse, essendo partito sempre con gomme a mescola media. Anche Max Verstappen e Sergio Pérez passano ai box, al ventesimo giro, ma optano per le gomme a mescola più dura. Sainz Jr. si ferma il giro successivo, in cui Albon passa Leclerc, per quello che, dopo il pit stop dello spagnolo, è il quinto posto. Pérez, al ventiduesimo giro, passa Gasly, e riconquista la terza posizione. La classifica recita Lewis Hamilton, con un gap di 4"8 su Verstappen, 17"4 su Perez. Seguono, poi, Pierre Gasly, Albon, Leclerc, Bottas, Norris e le due Renault. Si ferma ancora Leclerc, che aveva cambiato le gomme durante l'interruzione della gara, e scende all'undicesimo posto. Nel frattempo Bottas cede una posizione a Lando Norris. Nei giri successivi le due Renault sono entrambe superate dal rimontante Carlos Sainz Jr..
Al trentaquattresimo giro effettuano una nuova sosta le due Red Bull Racing. Entrambi optano per le gomme dure. Il cambio gomme di Verstappen spinge anche Hamilton a effettuare subito la seconda sosta. Il britannico monta gomme hard, rientrando in gara sempre primo, poco davanti a Sergio Pérez. Il messicano della Racing Point passa ai box già al trentaseiesimo giro per montare pneumatici a mescola dura. Lo seguono anche le due Renault. I due piloti della scuderia francese rientrano in pista molto vicini, con Ricciardo che, alla fine, ha la meglio sul compagno di scuderia. Anche Norris e Bottas si fermano per un secondo cambio gomme.
Al trentanovesimo giro Alexander Albon supera Sainz Jr. per il quarto posto. Il giro successivo, dopo aver ceduto una posizione allo spagnolo, Leclerc passa al cambio degli pneumatici. La classifica vede sempre al comando Lewis Hamilton, che precede Max Verstappen, Perez, Albon, Gasly, che non si è ancora fermato per la seconda volta, Norris, Sainz Jr., Ricciardo, Ocon e Bottas. Pochi giri dopo Norris sorpassa Gasly, mentre Max Verstappen, che ha un discreto margine su Pérez, si ferma per la terza volta. L'olandese monta gomme morbide, al fine di assicurarsi il giro veloce, con annesso punto addizionale. Gasly, che cerca di chiudere la gara senza altri cambi gomme, non può resistere però, al cinquantunesimo giro, a Carlos Sainz Jr..
La gara di Sergio Pérez, al momento terzo, s'interrompe a quattro giri dalla fine, col motore che cede e che prende fuoco. Il messicano deve fermare la sua vettura e la direzione di gara deve ancora inviare in pista la safety car. Il Gran Premio termina, di fatto, con la vettura di sicurezza. Lewis Hamilton conquista la sua novantacinquesima vittoria nel campionato mondiale di Formula 1. Completano il podio le due Red Bull Racing.

### Gran Premio di Sakhir
Al via George Russell è autore di un'ottima partenza, tanto da portarsi subito in testa. Parte meno bene Valtteri Bottas che viene attaccato da Max Verstappen e Sergio Pérez. Sul terzetto arriva anche Charles Leclerc, che impatta sulla vettura del messicano, alla quarta curva. Il monegasco esce fuori pista, accompagnato da Verstappen: entrambi sono costretti all'abbandono, mentre il messicano effettua subito una sosta, rientrando in gara diciottesimo. La direzione di gara decide per la safety car.
La gara riprende al sesto giro, sempre con Russell, che comanda davanti a Bottas e Carlos Sainz Jr.; seguono poi Daniel Ricciardo, Daniil Kvjat, Lance Stroll, Pierre Gasly, ed Esteban Ocon. Alla ripartenza Sainz Jr. passa subito Bottas, che però è capace di riprendersi la seconda piazza. Nei giri seguenti Russell riesce ad aumentare il suo margine sul compagno di scuderia, portandolo, al dodicesimo giro, a un secondo e mezzo. La classifica rimane congelata nelle prime posizioni, mentre Sergio Pérez risale rapidamente e, al ventiduesimo giro, è già nono, dopo il pit stop di Lando Norris, e un sorpasso su Alexander Albon. Sainz Jr. si ferma al ventinovesimo giro, così come Ricciardo e Pierre Gasly. Al trentesimo passaggio è il turno per l'altra Renault, quella di Ocon. La classifica vede sempre al comando George Russell, che precede il compagno di team Bottas, poi Lance Stroll, Ocon, Pérez, Albon, Sainz Jr., Kvjat, Ricciardo e Gasly. Ocon, già al quarantaduesimo giro, si ferma per la seconda volta, optando per le mescole più dure.
Al quarantatreesimo giro si ferma Stroll, seguito, nei due giri successivi, dalle due Mercedes, prima Russell e poi Bottas. Russell, nel suo primo giro dopo il pit stop soffre di un problema di potenza, che viene presto però risolto. Dopo la sosta il margine tra le due Mercedes si è ampliato a oltre otto secondi, sempre a favore di George Russell. Alle spalle di Bottas c'è Sainz Jr., seguito da Kvjat, Ricciardo e Ocon. Il russo dell'AlphaTauri attende il cinquantatreesimo giro per la sua sosta. Poco dopo Nicholas Latifi deve parcheggiare la sua Williams a bordo del tracciato. Ciò costringe la direzione di gara a decidere per il regime di virtual safety car. Sfruttano il momento, per una nuova sosta, Sebastian Vettel, Ocon e Pérez. La sosta del ferrarista è penalizzata dalla difficoltà nel montare la ruota anteriore sinistra.
La gara riprende nella sua piena valenza sportiva, con George Russell che conduce con un gap di 5"2 su Bottas; dietro Sergio Pérez passa sia Stroll che Ocon, portandosi in terza posizione. Una nuova interruzione della gara si verifica al sessantatreesimo giro, quando Jack Aitken va in testacoda all'ultima curva, colpisce le barriere, e perde l'alettone anteriore, proprio in traiettoria. Il pilota porta la sua Williams ai box, ma la direzione di gara è costretta ancora ad inviare in pista la safety car, per la seconda volta, al fine di permettere la rimozione dell'alettone. Le Mercedes vengono richiamate ai box. C'è però confusione: sulla vettura di Russell sono montate le gomme destinate a Bottas che, arrivato ai box, prima deve attendere che i meccanici terminino il cambio gomme sull'altra monoposto, poi si trova con una gomma che non riesce a essere fissata. Infine i meccanici rimontano le gomme appena tolte dalla vettura. Russell, per evitare una penalizzazione, viene richiamato ai box, al fine di montare il set di gomme previsto.
La classifica vede al comando così Sergio Pérez, che è davanti a Esteban Ocon, poi Lance Stroll, che precede le due Mercedes, con Bottas ora davanti a Russell; seguono poi Carlos Sainz Jr. e Daniel Ricciardo. Alla ripartenza Stroll rischia di tamponare Ocon. Nei primi giri successivi alla ripartenza Bottas, in crisi con la temperatura degli pneumatici dopo il lungo pit stop, non riesce ad essere incisivo: George Russell ne approfitta e, sfruttando le gomme nuove a sua disposizione, recupera presto la seconda piazza, passando lo stesso Bottas, Stroll e Ocon. Il britannico arriva fino a due secondi di ritardo da Pérez, quando viene fermato da una foratura, che lo costringe a una nuova sosta. Rientra in gara fuori dalla zona dei punti, che però recupera con una serie di sorpassi, negli ultimi giri. Il britannico conquista anche il punto addizionale grazie al suo primo giro veloce in carriera.
Sergio Pérez conquista la sua prima vittoria nel campionato mondiale di Formula 1, al suo centonovantesimo Gran Premio. È il centodecimo pilota diverso a vincere una gara iridata. È la prima vittoria per un pilota messicano, da quella ottenuta al Gran Premio del Belgio 1970 da Pedro Rodríguez su BRM. Completano il podio Esteban Ocon, al suo primo podio in carriera, e l'altro pilota della Racing Point, Lance Stroll. Questo è il primo successo per la Racing Point, come costruttore.

### Gran Premio di Abu Dhabi
Max Verstappen tiene il comando della gara, al via, precedendo le due Mercedes di Valtteri Bottas e Lewis Hamilton. Seguono poi Lando Norris, Alexander Albon, Carlos Sainz Jr., Daniil Kvjat e Lance Stroll. Al quinto giro Albon passa Norris, mentre, nelle retrovie, si fa largo Sergio Pérez che, partito ultimo, in pochi giri scala fino al quattordicesimo posto. Al settimo giro Stroll ha la meglio su Kvjat, a cui prende la settima piazza.
La gara di Pérez termina al nono passaggio, quando un problema alla power unit lo costringe e parcheggiare la sua Racing Point a bordo pista. La direzione di gara impone il regime di virtual safety car. Dei primi undici della graduatoria l'unico a non effettuare la sosta è Daniel Ricciardo. Questo permette all'australiano di salire in quinta posizione, alle spalle di Albon. I primi tre rimangono nelle stesse posizioni di prima del regime di virtual safety car: Verstappen davanti al duo della Mercedes. Sono risalite le due Ferrari, che non hanno optato per il pit stop. Sebastian Vettel è settimo, proprio davanti a Charles Leclerc. Il monegasco è però presto passato da Sainz Jr.. Lo spagnolo della McLaren passa, al diciassetteimo giro, anche Vettel, trovandosi alle spalle di Norris. Leclerc, nei giri successivi, cede diverse posizioni, fino alla sosta del ventitreesimo giro.
Verstappen, sempre al comando, ha un margine di 4"9 su Bottas e 6"9 su Hamilton. Stroll si avvicina a Vettel, ma va lungo in una staccata, ed è costretto a cedere terreno. Al ventinovesimo giro il canadese viene sorpassato da Pierre Gasly. Due giri dopo, il francese dell'AlphaTauri passa anche Vettel. Il tedesco della Ferrari attende fino al trentacinquesimo passaggio per la sosta: rientra in gara al quindicesimo posto. Ricciardo, invece, si ferma al trentanovesimo giro; il pilota della Renault rientra in gara settimo, alle spalle delle due McLaren. Max Verstappen, leader del Gran Premio, amplia il vantaggio su Valtteri Bottas a 7"6 e quello su Lewis Hamilton a 11"2. Hamilton sembra poter avvicinarsi a Bottas ma, negli ultimi giri, vede invece avvicinarsi Albon che, comunque, non impensierisce il britannico.
Verstappen conquista la sua decima vittoria in carriera. Per l'olandese è anche il secondo successo stagionale, mantenendo la vetta per tutta la durata del Gran Premio.

## Risultati

### Risultato dei Gran Premi
| Nº | Gran Premio                      | Circuito      | Pole position   | Giro veloce      | Pilota vincitore | Scuderia vincitrice       | Resoconto |
| -- | -------------------------------- | ------------- | --------------- | ---------------- | ---------------- | ------------------------- | --------- |
| 1  | Gran Premio d'Austria            | Spielberg     | Valtteri Bottas | Lando Norris     | Valtteri Bottas  | Mercedes                  | Resoconto |
| 2  | Gran Premio di Stiria            | Spielberg     | Lewis Hamilton  | Carlos Sainz Jr. | Lewis Hamilton   | Mercedes                  | Resoconto |
| 3  | Gran Premio d'Ungheria           | Mogyoród      | Lewis Hamilton  | Lewis Hamilton   | Lewis Hamilton   | Mercedes                  | Resoconto |
| 4  | Gran Premio di Gran Bretagna     | Silverstone   | Lewis Hamilton  | Max Verstappen   | Lewis Hamilton   | Mercedes                  | Resoconto |
| 5  | Gran Premio del 70º Anniversario | Silverstone   | Valtteri Bottas | Lewis Hamilton   | Max Verstappen   | Red Bull Racing-Honda     | Resoconto |
| 6  | Gran Premio di Spagna            | Montmeló      | Lewis Hamilton  | Valtteri Bottas  | Lewis Hamilton   | Mercedes                  | Resoconto |
| 7  | Gran Premio del Belgio           | Francorchamps | Lewis Hamilton  | Daniel Ricciardo | Lewis Hamilton   | Mercedes                  | Resoconto |
| 8  | Gran Premio d'Italia             | Monza         | Lewis Hamilton  | Lewis Hamilton   | Pierre Gasly     | AlphaTauri-Honda          | Resoconto |
| 9  | Gran Premio della Toscana        | Mugello       | Lewis Hamilton  | Lewis Hamilton   | Lewis Hamilton   | Mercedes                  | Resoconto |
| 10 | Gran Premio di Russia            | Soči          | Lewis Hamilton  | Valtteri Bottas  | Valtteri Bottas  | Mercedes                  | Resoconto |
| 11 | Gran Premio dell'Eifel           | Nürburgring   | Valtteri Bottas | Max Verstappen   | Lewis Hamilton   | Mercedes                  | Resoconto |
| 12 | Gran Premio del Portogallo       | Algarve       | Lewis Hamilton  | Lewis Hamilton   | Lewis Hamilton   | Mercedes                  | Resoconto |
| 13 | Gran Premio dell'Emilia-Romagna  | Imola         | Valtteri Bottas | Lewis Hamilton   | Lewis Hamilton   | Mercedes                  | Resoconto |
| 14 | Gran Premio di Turchia           | Istanbul      | Lance Stroll    | Lando Norris     | Lewis Hamilton   | Mercedes                  | Resoconto |
| 15 | Gran Premio del Bahrein          | Sakhir        | Lewis Hamilton  | Max Verstappen   | Lewis Hamilton   | Mercedes                  | Resoconto |
| 16 | Gran Premio di Sakhir            | Sakhir        | Valtteri Bottas | George Russell   | Sergio Pérez     | Racing Point-BWT Mercedes | Resoconto |
| 17 | Gran Premio di Abu Dhabi         | Abu Dhabi     | Max Verstappen  | Daniel Ricciardo | Max Verstappen   | Red Bull Racing-Honda     | Resoconto |

### Risultato delle qualifiche
| Nº | Pilota             |     |      |    |      |      |    |    |    |     |      |    |    |    |       |    |       |       |
| -- | ------------------ | --- | ---- | -- | ---- | ---- | -- | -- | -- | --- | ---- | -- | -- | -- | ----- | -- | ----- | ----- |
| 3  | Daniel Ricciardo   | 10  | 8    | 11 | 8    | 5    | 13 | 4  | 7  | 8   | 5    | 6  | 10 | 5  | 5     | 6  | 7     | 11    |
| 4  | Lando Norris       | 3   | 9+3  | 8  | 5    | 10   | 8  | 10 | 6  | 11  | 8    | 8  | 8  | 9  | 14+5  | 9  | 19+15 | 4     |
| 5  | Sebastian Vettel   | 11  | 10   | 5  | 10   | 11   | 11 | 14 | 17 | 14  | 14   | 11 | 15 | 14 | 11    | 11 | 13    | 13    |
| 6  | Nicholas Latifi    | 20  | 18   | 15 | 18   | 18   | 19 | 19 | 20 | 19  | 20+5 | 18 | 20 | 19 | P     | 20 | 16    | 18    |
| 7  | Kimi Räikkönen     | 19  | 16   | 20 | 16   | 20   | 14 | 16 | 14 | 13  | 19   | 19 | 16 | 18 | 8     | 17 | 18    | 15    |
| 8  | Romain Grosjean    | 15  | P    | 18 | 17   | 13   | 17 | 17 | 16 | 15  | 16   | 16 | 18 | 16 | 17    | 19 |       |       |
| 10 | Pierre Gasly       | 12  | 7    | 10 | 11   | 7    | 10 | 12 | 10 | 16  | 9    | 12 | 9  | 4  | 19+20 | 8  | 9     | 9     |
| 11 | Sergio Pérez       | 6   | 17   | 4  |      |      | 4  | 8  | 4  | 7+1 | 4    | 9  | 5  | 11 | 3     | 5  | 5     | 19+15 |
| 16 | Charles Leclerc    | 7   | 14+3 | 6  | 4    | 8    | 9  | 13 | 13 | 5   | 10   | 4  | 4  | 7  | 12    | 12 | 4     | 12+3  |
| 18 | Lance Stroll       | 9   | 12   | 3  | 6    | 6    | 5  | 9  | 8  | 6   | 12   |    | 12 | 15 | 1     | 13 | 10    | 8     |
| 20 | Kevin Magnussen    | 16  | 15   | 16 | 14   | 17   | 16 | 20 | 15 | 20  | 18   | 15 | 19 | 17 | 13    | 18 | 15    | 20+15 |
| 23 | Alexander Albon    | 4   | 6    | 13 | 12   | 9    | 6  | 5  | 9  | 4   | 15+5 | 5  | 6  | 6  | 4     | 4  | 12    | 5     |
| 26 | Daniil Kvjat       | 13  | 13   | 17 | 19+5 | 16   | 12 | 11 | 11 | 12  | 11   | 13 | 13 | 8  | 16    | 10 | 6     | 7     |
| 27 | Nico Hülkenberg    |     |      |    | 13   | 3    |    |    |    |     |      | 20 |    |    |       |    |       |       |
| 31 | Esteban Ocon       | 14  | 5    | 14 | 9    | 14+3 | 15 | 6  | 12 | 10  | 7    | 7  | 11 | 12 | 7     | 7  | 11    | 10    |
| 33 | Max Verstappen     | 2   | 2    | 7  | 3    | 4    | 3  | 3  | 5  | 3   | 2    | 3  | 3  | 3  | 2     | 3  | 3     | 1     |
| 44 | Lewis Hamilton     | 5+3 | 1    | 1  | 1    | 2    | 1  | 1  | 1  | 1   | 1    | 2  | 1  | 2  | 6     | 1  |       | 3     |
| 51 | Pietro Fittipaldi  |     |      |    |      |      |    |    |    |     |      |    |    |    |       |    | 20+15 | 17    |
| 55 | Carlos Sainz Jr.   | 8   | 3    | 9  | 7    | 12   | 7  | 7  | 3  | 9   | 6    | 10 | 7  | 10 | 15+3  | 15 | 8     | 6     |
| 63 | George Russell     | 17  | 11   | 12 | 20+5 | 15   | 18 | 15 | 19 | 18  | 13   | 17 | 14 | 13 | P     | 14 | 2     | 16    |
| 77 | Valtteri Bottas    | 1   | 4    | 2  | 2    | 1    | 2  | 2  | 2  | 2   | 3    | 1  | 2  | 1  | 9     | 2  | 1     | 2     |
| 89 | Jack Aitken        |     |      |    |      |      |    |    |    |     |      |    |    |    |       |    | 17    |       |
| 99 | Antonio Giovinazzi | 18  | 19+5 | 19 | 15   | 19   | 20 | 18 | 18 | 17  | 17   | 14 | 17 | 20 | 10    | 16 | 14    | 14    |
| Nº | Pilota             |     |      |    |      |      |    |    |    |     |      |    |    |    |       |    |       |       |

| Legenda | + – Precede il numero di posizioni di penalità sulla griglia di partenza. § – Indica quei piloti che per penalità sono stati retrocessi in fondo alla griglia di partenza. P – Indica quei piloti che hanno preso il via dalla pit lane. |

## Classifiche

### Sistema di punteggio
| Posizione | 1ª | 2ª | 3ª | 4ª | 5ª | 6ª | 7ª | 8ª | 9ª | 10ª | GV |
| Punti     | 25 | 18 | 15 | 12 | 10 | 8  | 6  | 4  | 2  | 1   | 1  |

### Classifica piloti
| Pos. | Pilota             |     |     |     |     |     |     |     |     |     |     |     |     |     |     |     |     |     | Punti |
| ---- | ------------------ | --- | --- | --- | --- | --- | --- | --- | --- | --- | --- | --- | --- | --- | --- | --- | --- | --- | ----- |
| 1    | Lewis Hamilton     | 4   | 1   | 1   | 1   | 2   | 1   | 1   | 7   | 1   | 3   | 1   | 1   | 1   | 1   | 1   |     | 3   | 347   |
| 2    | Valtteri Bottas    | 1   | 2   | 3   | 11  | 3   | 3   | 2   | 5   | 2   | 1   | Rit | 2   | 2   | 14  | 8   | 8   | 2   | 223   |
| 3    | Max Verstappen     | Rit | 3   | 2   | 2   | 1   | 2   | 3   | Rit | Rit | 2   | 2   | 3   | Rit | 6   | 2   | Rit | 1   | 214   |
| 4    | Sergio Pérez       | 6   | 6   | 7   |     |     | 5   | 10  | 10  | 5   | 4   | 4   | 7   | 6   | 2   | 18* | 1   | Rit | 125   |
| 5    | Daniel Ricciardo   | Rit | 8   | 8   | 4   | 14  | 11  | 4   | 6   | 4   | 5   | 3   | 9   | 3   | 10  | 7   | 5   | 7   | 119   |
| 6    | Carlos Sainz Jr.   | 5   | 9   | 9   | 13  | 13  | 6   | NP  | 2   | Rit | Rit | 5   | 6   | 7   | 5   | 5   | 4   | 6   | 105   |
| 7    | Alexander Albon    | 13* | 4   | 5   | 8   | 5   | 8   | 6   | 15  | 3   | 10  | Rit | 12  | 15  | 7   | 3   | 6   | 4   | 105   |
| 8    | Charles Leclerc    | 2   | Rit | 11  | 3   | 4   | Rit | 14  | Rit | 8   | 6   | 7   | 4   | 5   | 4   | 10  | Rit | 13  | 98    |
| 9    | Lando Norris       | 3   | 5   | 13  | 5   | 9   | 10  | 7   | 4   | 6   | 15  | Rit | 13  | 8   | 8   | 4   | 10  | 5   | 97    |
| 10   | Pierre Gasly       | 7   | 15  | Rit | 7   | 11  | 9   | 8   | 1   | Rit | 9   | 6   | 5   | Rit | 13  | 6   | 11  | 8   | 75    |
| 11   | Lance Stroll       | Rit | 7   | 4   | 9   | 6   | 4   | 9   | 3   | Rit | Rit |     | Rit | 13  | 9   | Rit | 3   | 10  | 75    |
| 12   | Esteban Ocon       | 8   | Rit | 14  | 6   | 8   | 13  | 5   | 8   | Rit | 7   | Rit | 8   | Rit | 11  | 9   | 2   | 9   | 62    |
| 13   | Sebastian Vettel   | 10  | Rit | 6   | 10  | 12  | 7   | 13  | Rit | 10  | 13  | 11  | 10  | 12  | 3   | 13  | 12  | 14  | 33    |
| 14   | Daniil Kvjat       | 12* | 10  | 12  | Rit | 10  | 12  | 11  | 9   | 7   | 8   | 15  | 19  | 4   | 12  | 11  | 7   | 11  | 32    |
| 15   | Nico Hülkenberg    |     |     |     | NP  | 7   |     |     |     |     |     | 8   |     |     |     |     |     |     | 10    |
| 16   | Kimi Räikkönen     | Rit | 11  | 15  | 17  | 15  | 14  | 12  | 13  | 9   | 14  | 12  | 11  | 9   | 15  | 15  | 14  | 12  | 4     |
| 17   | Antonio Giovinazzi | 9   | 14  | 17  | 14  | 17  | 16  | Rit | 16  | Rit | 11  | 10  | 15  | 10  | Rit | 16  | 13  | 16  | 4     |
| 18   | George Russell     | Rit | 16  | 18  | 12  | 18  | 17  | Rit | 14  | 11  | 18  | Rit | 14  | Rit | 16  | 12  | 9   | 15  | 3     |
| 19   | Romain Grosjean    | Rit | 13  | 16  | 16  | 16  | 19  | 15  | 12  | 12  | 17  | 9   | 17  | 14  | Rit | Rit | Inf | Inf | 2     |
| 20   | Kevin Magnussen    | Rit | 12  | 10  | Rit | Rit | 15  | 17  | Rit | Rit | 12  | 13  | 16  | Rit | 17* | 17  | 15  | 18  | 1     |
| 21   | Nicholas Latifi    | 11  | 17  | 19  | 15  | 19  | 18  | 16  | 11  | Rit | 16  | 14  | 18  | 11  | Rit | 14  | Rit | 17  | 0     |
| 22   | Jack Aitken        |     | SP  |     |     |     |     |     |     |     |     |     |     |     |     |     | 16  |     | 0     |
| 23   | Pietro Fittipaldi  |     |     |     |     |     |     |     |     |     |     |     |     |     |     |     | 17  | 19  | 0     |
| Pos. | Pilota             |     |     |     |     |     |     |     |     |     |     |     |     |     |     |     |     |     | Punti |

| Legenda | 1º posto     | 2º posto | 3º posto    | A punti         | Senza punti/Non class.  | Grassetto – Pole position Corsivo – Giro più veloce |
| Legenda | Squalificato | Ritirato | Non partito | Non qualificato | Solo prove/Terzo pilota | Grassetto – Pole position Corsivo – Giro più veloce |

* – Indica i piloti ritirati ma ugualmente classificati avendo coperto, come previsto dal regolamento, almeno il 90% della distanza di gara.

### Classifica costruttori
| Pos. | Costruttore               | Pilota     |     |     |     |     |     |     |     |     |     |     |     |     |     |     |     |     |     | Punti     |
| ---- | ------------------------- | ---------- | --- | --- | --- | --- | --- | --- | --- | --- | --- | --- | --- | --- | --- | --- | --- | --- | --- | --------- |
| 1    | Mercedes                  | Hamilton   | 4   | 1   | 1   | 1   | 2   | 1   | 1   | 7   | 1   | 3   | 1   | 1   | 1   | 1   | 1   |     | 3   | 573       |
| 1    | Mercedes                  | Russell    |     |     |     |     |     |     |     |     |     |     |     |     |     |     |     | 9   |     | 573       |
| 1    | Mercedes                  | Bottas     | 1   | 2   | 3   | 11  | 3   | 3   | 2   | 5   | 2   | 1   | Rit | 2   | 2   | 14  | 8   | 8   | 2   | 573       |
| 2    | Red Bull Racing-Honda     | Verstappen | Rit | 3   | 2   | 2   | 1   | 2   | 3   | Rit | Rit | 2   | 2   | 3   | Rit | 6   | 2   | Rit | 1   | 319       |
| 2    | Red Bull Racing-Honda     | Albon      | 13* | 4   | 5   | 8   | 5   | 8   | 6   | 15  | 3   | 10  | Rit | 12  | 15  | 7   | 3   | 6   | 4   | 319       |
| 3    | McLaren-Renault           | Sainz Jr.  | 5   | 9   | 9   | 13  | 13  | 6   | NP  | 2   | Rit | Rit | 5   | 6   | 7   | 5   | 5   | 4   | 6   | 202       |
| 3    | McLaren-Renault           | Norris     | 3   | 5   | 13  | 5   | 9   | 10  | 7   | 4   | 6   | 15  | Rit | 13  | 8   | 8   | 4   | 10  | 5   | 202       |
| 4    | Racing Point-BWT Mercedes | Pérez      | 6   | 6   | 7   |     |     | 5   | 10  | 10  | 5   | 4   | 4   | 7   | 6   | 2   | 18* | 1   | Rit | 195 (210) |
| 4    | Racing Point-BWT Mercedes | Hülkenberg |     |     |     | NP  | 7   |     |     |     |     |     | 8   |     |     |     |     |     |     | 195 (210) |
| 4    | Racing Point-BWT Mercedes | Stroll     | Rit | 7   | 4   | 9   | 6   | 4   | 9   | 3   | Rit | Rit |     | Rit | 13  | 9   | Rit | 3   | 10  | 195 (210) |
| 5    | Renault                   | Ricciardo  | Rit | 8   | 8   | 4   | 14  | 11  | 4   | 6   | 4   | 5   | 3   | 9   | 3   | 10  | 7   | 5   | 7   | 181       |
| 5    | Renault                   | Ocon       | 8   | Rit | 14  | 6   | 8   | 13  | 5   | 8   | Rit | 7   | Rit | 8   | Rit | 11  | 9   | 2   | 9   | 181       |
| 6    | Ferrari                   | Vettel     | 10  | Rit | 6   | 10  | 12  | 7   | 13  | Rit | 10  | 13  | 11  | 10  | 12  | 3   | 13  | 12  | 14  | 131       |
| 6    | Ferrari                   | Leclerc    | 2   | Rit | 11  | 3   | 4   | Rit | 14  | Rit | 8   | 6   | 7   | 4   | 5   | 4   | 10  | Rit | 13  | 131       |
| 7    | AlphaTauri-Honda          | Kvjat      | 12* | 10  | 12  | Rit | 10  | 12  | 11  | 9   | 7   | 8   | 15  | 19  | 4   | 12  | 11  | 7   | 11  | 107       |
| 7    | AlphaTauri-Honda          | Gasly      | 7   | 15  | Rit | 7   | 11  | 9   | 8   | 1   | Rit | 9   | 6   | 5   | Rit | 13  | 6   | 11  | 8   | 107       |
| 8    | Alfa Romeo Racing-Ferrari | Räikkönen  | Rit | 11  | 15  | 17  | 15  | 14  | 12  | 13  | 9   | 14  | 12  | 11  | 9   | 15  | 15  | 14  | 12  | 8         |
| 8    | Alfa Romeo Racing-Ferrari | Giovinazzi | 9   | 14  | 17  | 14  | 17  | 16  | Rit | 16  | Rit | 11  | 10  | 15  | 10  | Rit | 16  | 13  | 16  | 8         |
| 9    | Haas-Ferrari              | Grosjean   | Rit | 13  | 16  | 16  | 16  | 19  | 15  | 12  | 12  | 17  | 9   | 17  | 14  | Rit | Rit | INF | INF | 3         |
| 9    | Haas-Ferrari              | Fittipaldi |     |     |     |     |     |     |     |     |     |     |     |     |     |     |     | 17  | 19  | 3         |
| 9    | Haas-Ferrari              | Magnussen  | Rit | 12  | 10  | Rit | Rit | 15  | 17  | Rit | Rit | 12  | 13  | 16  | Rit | 17* | 17  | 15  | 18  | 3         |
| 10   | Williams-Mercedes         | Russell    | Rit | 16  | 18  | 12  | 18  | 17  | Rit | 14  | 11  | 18  | Rit | 14  | Rit | 16  | 12  |     | 15  | 0         |
| 10   | Williams-Mercedes         | Aitken     |     | SP  |     |     |     |     |     |     |     |     |     |     |     |     |     | 16  |     | 0         |
| 10   | Williams-Mercedes         | Latifi     | 11  | 17  | 19  | 15  | 19  | 18  | 16  | 11  | Rit | 16  | 14  | 18  | 11  | Rit | 14  | Rit | 17  | 0         |
| Pos. | Costruttore               | Pilota     |     |     |     |     |     |     |     |     |     |     |     |     |     |     |     |     |     | Punti     |

| Legenda | 1º posto                | 2º posto        | 3º posto            | A punti      | Senza punti | Grassetto=Pole position Corsivo=Giro più veloce |
| Legenda | Solo prove/Terzo pilota | Non qualificato | Ritirato/Non class. | Squalificato | Non partito | Grassetto=Pole position Corsivo=Giro più veloce |

 * – Indica i piloti ritirati ma ugualmente classificati avendo coperto, come previsto dal regolamento, almeno il 90% della distanza di gara.